# ヘンリー8世 (イングランド王)
ヘンリー8世（Henry VIII, 1491年6月28日 - 1547年1月28日）は、テューダー朝第2代のイングランド王（在位：1509年4月22日（戴冠は6月24日） - 1547年1月28日）、アイルランド卿、後にアイルランド王（在位：1541年 - 1547年）。イングランド王ヘンリー7世の次男。百年戦争以来の慣例に従い、フランス王位の要求も継続した。
6度の結婚に加えて、カトリック教会からのイングランド国教会の分離によって知られる。ローマ教皇庁と対立し、修道院を解散し、自ら国教会の首長となった。だがローマによる破門の後もカトリックの教義への信仰は失わなかった。また、ウェールズ法諸法によって、イングランドおよびウェールズの統合を指導した。
1513年には神聖ローマ皇帝マクシミリアン1世と連合して、1544年には神聖ローマ皇帝兼スペイン王カール5世と連合してフランスを攻めるが、どちらもハプスブルク家からの援助は最小限であり、膨大な戦費に堪えられず失敗に終わった。
絶頂期においては、魅力的で教養があり老練な王だと同時代人から見られ、ブリテンの王位についた人物の中で最もカリスマ性のあった統治者であると描かれている。権力をふるいながら、文筆家および作曲家としても活動した。薔薇戦争の後の危うい平和のもとで女性君主にテューダー朝をまとめることは無理だと考え、男子の世継ぎを渇望した。そのため6度結婚し、イングランドにおける宗教改革を招いた。次第に肥満して健康を害し、1547年に崩御した。晩年には好色、利己的、無慈悲かつ不安定な王であったとされている。後継者は息子のエドワード6世であった。

## 生涯

### 出生
| ヘンリーのヨーク公の紋章 |  | ヘンリーのプリンス・オブ・ウェールズの紋章 |
| ヘンリーのヨーク公の紋章 |  | ヘンリーのプリンス・オブ・ウェールズの紋章 |

ロンドン郊外のグリニッジにあったプラセンティア宮殿で、ヘンリー7世とエリザベス王妃の次男として誕生した。兄弟姉妹には兄アーサー（プリンス・オブ・ウェールズ）、姉マーガレット（スコットランド王ジェームズ4世、アンガス伯アーチボルド・ダグラス、メスヴェン卿ヘンリー・ステュアートに嫁ぐ）、妹メアリー（フランス王ルイ12世、初代サフォーク公チャールズ・ブランドンに嫁ぐ）がいる。
1493年にまだ幼少期にあったヘンリーはドーヴァー城の城主、五港長官に任命された。翌1494年にはヨーク公を授爵し、さらにイングランド紋章院総裁およびアイルランド総督を拝命した。ヘンリーは一流の教育を受け、ラテン語およびフランス語は堪能で、イタリア語も多少は話した。王位に上がる予定ではなかったため、幼少期の詳細は知られていない。
1501年にカスティーリャ女王イサベル1世とアラゴン王フェルナンド2世の末子キャサリン・オブ・アラゴンと結婚していた兄アーサーが婚儀の20週後に急死し、ヘンリーはコーンウォール公および王太子（プリンス・オブ・ウェールズ）となった。兄の妻と結婚することは教会法上禁止されていたが、イングランドとスペイン（カスティーリャ＝アラゴン連合）の関係を保つため、ローマ教皇からの許可を得た後で、ヘンリーはキャサリンと婚約させられた。兄の薨御の時点でヘンリーはまだ10歳であり、結婚は先送りされた。その後、キャサリンの母イサベル1世が没し、スペインでの王位継承問題も絡んで事態は複雑化したが、キャサリンはスペインの大使としてイングランドにとどまった。ヘンリーは14歳になり結婚できる年齢となったが、結婚に抵抗した。

### 初期の統治
父王ヘンリー7世の崩御によって1509年にヘンリー8世として即位、2ヶ月後にキャサリン・オブ・アラゴンとの結婚式を挙げた。当初は政治には関心を示さず、父の時代からの重臣であったウィンチェスター司教リチャード・フォックスを重用していた。
翌1510年に、同様に父に仕えた重臣リチャード・エンプソンとエドマンド・ダドリーを逮捕した。2人は反逆罪で処刑され、障害となる人物をこのように処理するのがその後のヘンリーの習慣となった。1511年ごろからヘンリーの全幅の信頼を受けたのが、トマス・ウルジーであった。ウルジーはヘンリーの幼少期の監督係も務めていたが、教会内ではヨーク大司教を経て枢機卿に登り、大法官の職について権勢をふるった。
1521年5月、バッキンガム公エドワード・スタッフォードを反逆罪で処刑した。ヘンリー8世はマルティン・ルターの宗教改革を批判する『七秘蹟の擁護』を著した功で、同年10月に教皇レオ10世から「信仰の擁護者」（ラテン語: Fidei defensor）の称号を授かるほどの熱心なカトリック信者であった。ちなみに「信仰の擁護者」の称号はイングランド国教会の成立後もヘンリー8世とその後継者に代々用いられ、現在のイギリス国王チャールズ3世の称号の一つにもなっている。
キャサリンは死産の後、王子を生んだが夭折し、流産の後、1516年にようやくメアリー王女（後のメアリー1世）を出産した。王女の誕生により、ヘンリーとキャサリンの関係は多少持ち直したが、良好とはいえなかった。ヘンリーは多くの愛人を持ち、エリザベス・ブラントによって庶出の息子ヘンリー・フィッツロイをもうけた。ヘンリー・フィッツロイはヘンリーに認知された唯一の庶子であり、初代リッチモンド公およびサマセット公となり、後に結婚したが子をなさないまま死んだ。そのほかにもヘンリーは私生児をもうけたと噂されるが、認知されなかったために確証はない。

### フランスおよびハプスブルク家との関係

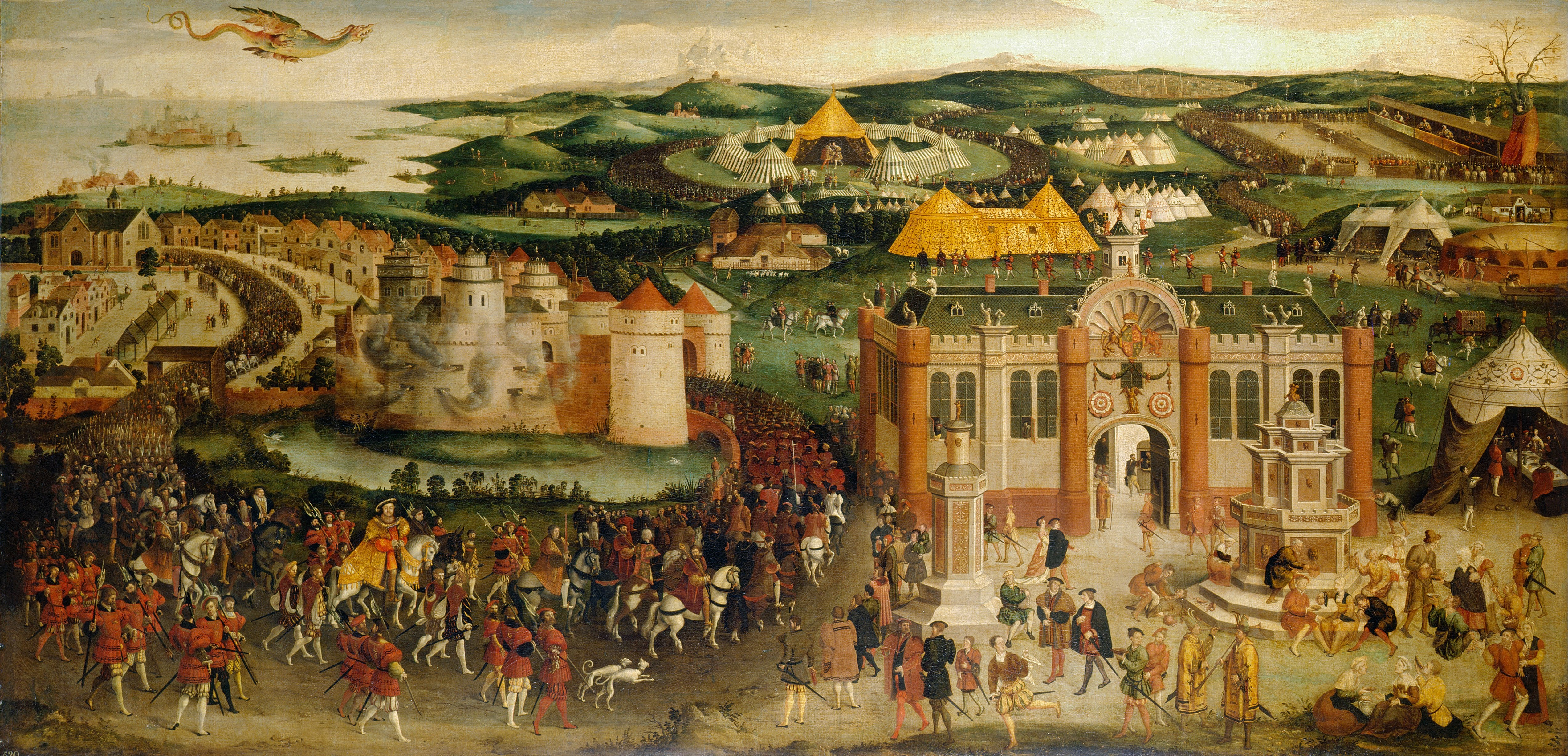
1520年の金襴の陣におけるフランソワ1世とヘンリー

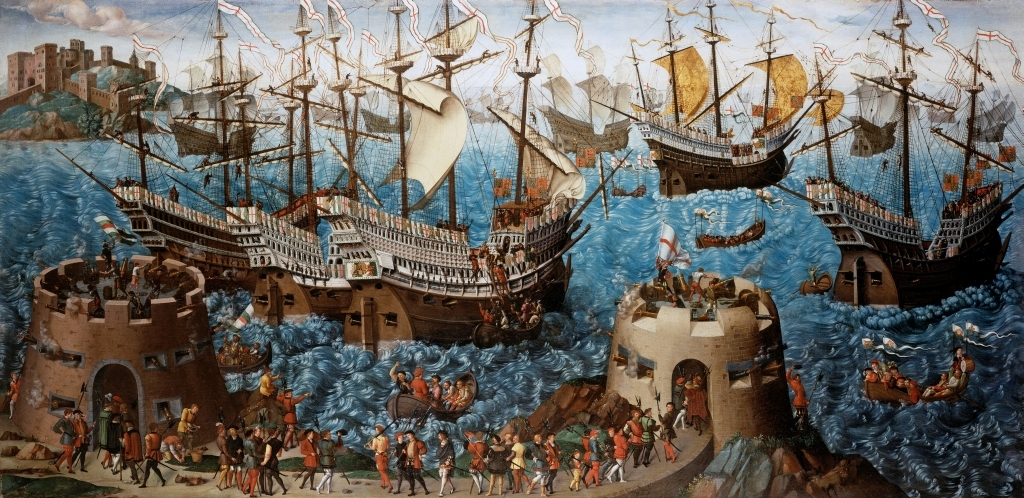
ドーバーで乗船するヘンリー、1520年

ヘンリー8世が即位した時、フランスやハプスブルク家と組んだカンブレー同盟戦争で、ヴェネツィア共和国に対し優勢であった。ヘンリーはフランスのルイ12世と友好関係を結ぶ一方で、舅のアラゴン王フェルナンド2世と対フランス条約を結んだ。1511年に教皇ユリウス2世が神聖ローマ皇帝マクシミリアン1世らと神聖同盟を結成するとヘンリーはこれに加わり、カンブレー同盟戦争ではスペインと連合してフランスのアキテーヌを攻めたが失敗に終わった。
1513年にはヘンリー自ら軍を率いてフランスに攻め入ったが、フランスと同盟を結んでいた義兄のスコットランド王ジェームズ4世がイングランドに攻め込んだ。だが王妃キャサリンの指導するイングランド軍にフロドゥンの戦いで敗れ、ジェームズ4世は戦死した。教皇はフランスに融和的なレオ10世に代わり、イングランドの財政は窮乏していたため、ヘンリーはルイ12世と講和を結び、妹のメアリーとの結婚を整えた。メアリーが嫁いで数か月後にルイ12世は亡くなり、メアリーはヘンリーの親友で寵臣のチャールズ・ブランドンと再婚した。

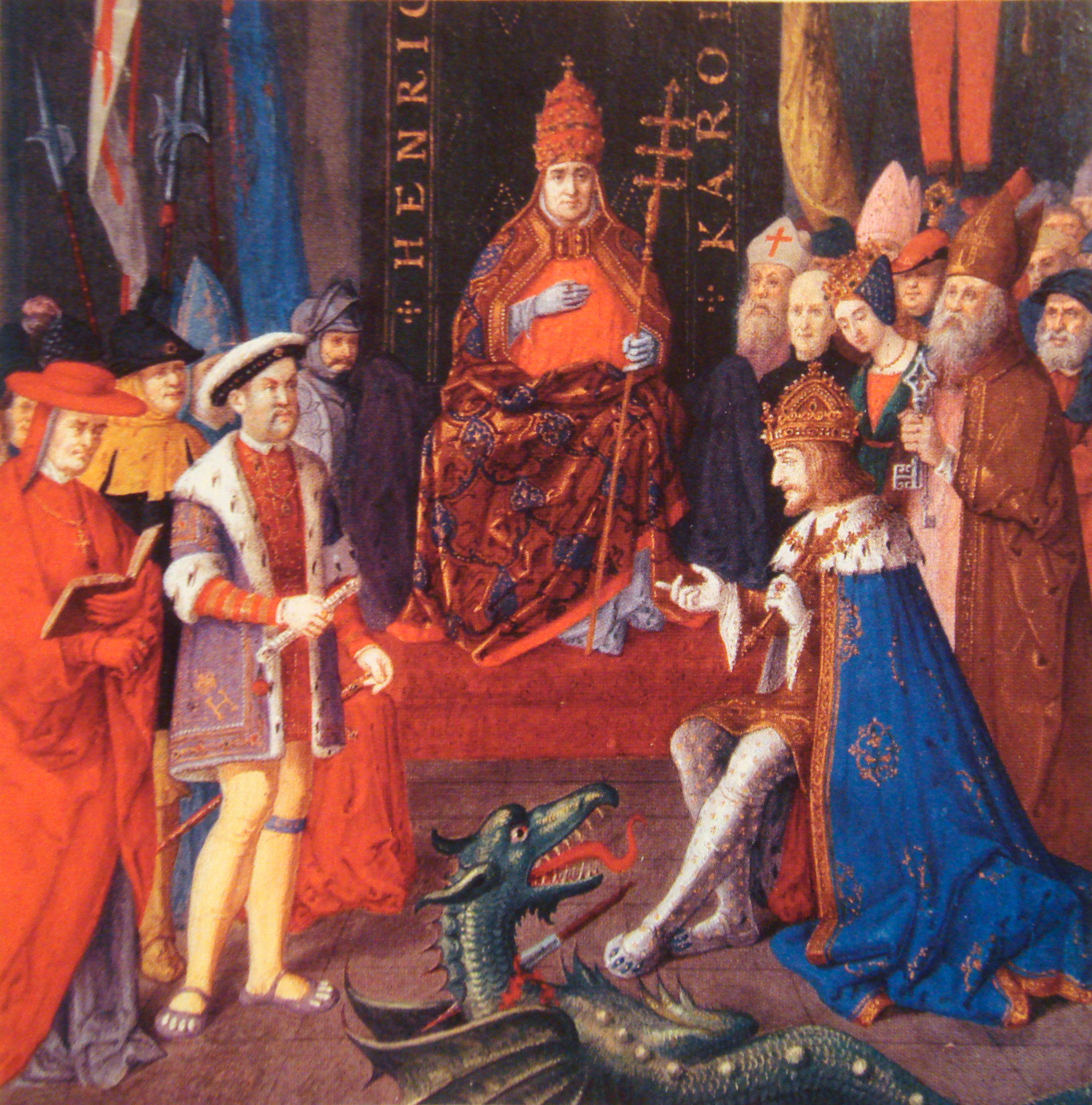
ヘンリー8世（左）とカール5世（右）と教皇レオ10世（中央）、1520年

神聖ローマ帝国君主とスペイン（カスティーリャ＝アラゴン）君主の2人の祖父の崩御によって、義理の甥にあたるカール5世が両国の玉座に登り、ルイ12世の崩御によってフランソワ1世がフランス王位に登った。トマス・ウルジーはオスマン帝国の脅威に対して西ヨーロッパの諸国を団結させようと慎重に外交を進めた。フランスとイングランドの同盟が成立してロンドン条約が結ばれ、1520年にヘンリーとフランソワは大陸にあるイングランド領のカレー近郊で会見し、豪華な饗宴、音楽会、騎馬試合が催された（金襴の陣）。だがイングランドとフランスの平和は長続きせず、翌1521年の第三次イタリア戦争でカール5世がフランスと戦った時には、ヘンリーは当初仲介しようとしたが、後にはカール5世を助けて参戦し、北フランスを攻めて領土回復を図った。だが得るものは少なく、1525年にフランスと再び講和を結んで戦争から離脱した。

### 離婚問題とカトリック教会からの破門
ヘンリーは王妃キャサリンの侍女メアリー・ブーリンと関係を持っていた。メアリー・ブーリンの2人の子はヘンリーの子である可能性があるが、ヘンリー・フィッツロイのように認知はされなかった。始まってまだ日の浅いテューダー朝には正統性に対する疑義があり、王位継承権を主張するかもしれないライバルの貴族が多数存在したため、ヘンリーは強力な男子の世継ぎを欲した。また、当時のイングランドでは庶子の権利が大幅に制限され、たとえ認知されたとしても王位につくことは難しかった。このような理由から、ヘンリーは6度の結婚を繰り返すこととなった。世継ぎとなる嫡出の王子が生まれないために、ヘンリーは王妃キャサリンに愛想をつかし、その侍女でメアリー・ブーリンの姉妹のアン・ブーリンを求めるようになった。だがアンはメアリーと違って愛人となることを拒否し、正式な結婚を求めた。
ヘンリーには3つの選択肢があった。1つ目は認知していた庶子ヘンリー・フィッツロイを嫡出子とすることであったが、教皇の承認を必要とし、相続の正統性への疑義を招く可能性があった。2つ目はメアリー王女を結婚させて男子を得ることであったが、メアリーは小柄で成長が遅れ、ヘンリーが生きている間に子をもうけることは難しいように見えた。3つ目の選択肢はキャサリンと離婚し、新たな妻と結婚することであった。第3の選択肢が最も魅力的に見え、ヘンリーは離婚（正確には婚姻の無効）を画策するようになった。ヘンリーの兄アーサーと短い期間ながら結婚していたキャサリンと結婚することは教会法の教義に反していたため、ヘンリーの結婚に際しては教皇が特別な赦免を与えていた。これを覆して婚姻の無効を訴えたヘンリーは、教皇クレメンス7世と対立し、イングランド国教会を分離成立させてイングランドにおける宗教改革を始めることになった。
スペイン王兼神聖ローマ皇帝カール5世の叔母であるキャサリンとの離婚は容易ではなく、交渉に失敗したウルジーは1529年に罷免された。ウルジーのロンドンの邸宅とカントリー・ハウスはヘンリー8世によって没収され、それぞれホワイトホール宮殿、ハンプトン・コート宮殿となった。同年に宗教改革議会を召集、側近であるトマス・クロムウェルの補佐を受け、1533年には上告禁止法を発布し、イングランドは「帝国」であると宣言した。1534年には国王至上法（首長令）を発布し、自らをイングランド国教会の長とするとともに、カトリック教会から離脱した (English Reformation) 。1535年、ウルジーの後に大法官となっていたトマス・モアは改革に反対したために処刑された。そして1538年、ヘンリーは教皇パウルス3世により破門された。
キャサリンは宮廷から追放され、その部屋はアン・ブーリンに与えられた。

### アン・ブーリンとの結婚
1533年にアンはヘンリーと結婚し、その年にエリザベス王女（後のエリザベス1世）をもうけた。
キャサリンは以前ヘンリーの兄アーサーと結婚していたため、ヘンリーの意を受けたカンタベリー大司教トマス・クランマーによってヘンリーとの結婚は無効であるとされた。キャサリンは故王太子の未亡人の地位に落とされ、宮廷から追放された。第一継承法でエリザベス王女がヘンリーの世継ぎとされ、キャサリンの娘であるメアリー王女は庶子の身分となり、王位継承順でエリザベスの次位に下げられ、エリザベスの侍女とされた。
その後のアンは流産や想像妊娠を経るも、男子の誕生を求めるヘンリーの期待に応えることが出来ず、その強い性格と優れた知性で政治に介入し、多くの敵を作った。

### アン・ブーリンの処刑
1536年、元王妃キャサリンが病死し、アンは再び妊娠した。ヘンリーが男子誕生を強く望んでいたため、男子を産まなかった場合に自分の立場が著しく不利になることをアンはよく知っていた。だが馬上槍試合でヘンリーが落馬し、一時意識を失い死の可能性もあったという知らせを聞いたアンは、衝撃を受けて流産した。政治に介入し続けるアンおよびブーリン家は多くの敵を作っており、アンの母方の伯父のノーフォーク公トマス・ハワードまでもアンの態度を快く思わず、王の寵臣トマス・クロムウェルの影響下でアンの政敵は力を増した。メアリー王女は成長して支持者たちは増え、かつての王妃キャサリンの支持者たちもそこに加わった。2度目の離婚はいまや現実の可能性となった。
アンが再び流産した直後にその没落は始まった。アンの実弟ジョージ・ブーリンを含む5人の男性が王妃との姦通罪で逮捕され、アンもまた姦通罪、近親相姦罪、魔術を用いた罪で逮捕され、処刑された。その裁判の正当性は当時でも疑問とされ、冤罪であると信じられている。

### ジェーン・シーモアとの結婚
1536年のアンの処刑の翌日、ヘンリーはその侍女であったジェーン・シーモアと婚約し、10日後に結婚した。1537年にジェーンはエドワード王子（後のエドワード6世）を生んだが、ジェーンは産褥死した。ヘンリーは悲嘆にくれたが立ち直り、クロムウェルに次の王妃を探させた。
ヘンリーはウェールズをイングランドに統合し、エドワード王子を世継ぎとする一方、第二継承法でメアリー王女およびエリザベス王女を庶子の身分に落として王位継承権を奪った。
1539年にカール5世とフランソワ1世が同盟を結び、パラノイアとなったヘンリーは神聖ローマ帝国とフランスの連合による侵略を恐れるようになった。ヘンリーは修道院から没収した財産を使って沿岸部の防備を固め、ヨーロッパ大陸に同盟者を求め、新たな王妃をヨーロッパ大陸に探すようになった。

### アン・オブ・クレーヴズとの結婚
クロムウェルはカール5世に対抗する有力な同盟相手となりえるユーリヒ＝クレーフェ＝ベルク公ヴィルヘルム5世の姉、アン・オブ・クレーヴズを王妃としてヘンリーに推薦した。宮廷画家のハンス・ホルバインが送られてアンの肖像画が描かれ、これを見たヘンリーはアンと結婚した。（ホルバインは後に宮廷画家の身分を剥奪されて追放処分を受ける為、アンを美化しすぎて描いたのではないかという推測もある。）
だが結婚後すぐにヘンリーは離婚を求め、アンは離婚に強く抵抗せず、結婚には床入りが伴わなかったことを認めた。アンが以前に別の男性（ロレーヌ公フランソワ1世）と婚約していたことを理由にして、結婚は無効とされたが、アンは「王の妹」としての地位を得て、2軒の家と十分な年金を約束されて、平和裏に王のもとを去った。ヘンリーは既に、ノーフォーク公の姪で、アン・ブーリンの従妹かつ侍女であったキャサリン・ハワードに心を移していた。何人かの宗教改革家は処刑され、クロムウェルは王の寵愛を失い、宮廷では姪を通じて権力を得たノーフォーク公などの政敵に囲まれるようになった。1540年、クロムウェルは大逆罪などで逮捕され処刑された。

### キャサリン・ハワードとの結婚
1540年にヘンリーはキャサリン・ハワードと結婚した。ヘンリーは若い王妃に夢中になり、処刑したクロムウェルの土地とおびただしい宝石をキャサリンに与えた。だがキャサリンは以前に婚約し、性的関係を持っていたフランシス・デレハムを秘書として雇った。王の不在中にキャサリンは姦通罪と反逆罪で告発され、裁判にかけられた。トマス・クランマーが取り調べにあたり、証拠を集めて王に提示した。当初、ヘンリーは王妃の姦通を信じなかったが、デレハムは自白した。キャサリンがデレハムとのかつての婚約を認めていれば、ヘンリーとの結婚が無効になるだけで済んでいたはずであるが、キャサリンは王との結婚後にデレハムに姦通を強制されたと証言した。一方、デレハムはキャサリンがトマス・カルペパーと姦通を犯していたと証言した。デレハム、カルペパー、キャサリン、手引きをした侍女のジェーン・ブーリンは、1542年および1543年に処刑された。
1542年に、イングランドのすべての修道院は解散され、財産の没収は完了した。

### フランス出兵と「乱暴な求愛」
キャサリン・オブ・アラゴンとアン・ブーリンが共に亡くなったため、ヘンリーとカール5世の関係は改善し、ヘンリーはフランスへの出兵を考えるようになった。だがその前にカトリック勢力が強く、フランスと「古い同盟」を結ぶスコットランドの脅威を除くため、結婚による同君連合を考え、甥にあたるスコットランド王ジェームズ5世の娘で世継ぎのメアリー王女と、自らの息子のエドワード王子とを結婚させようとした。戦争を伴ったこの一連の行動は「乱暴な求愛」と呼ばれた。1542年、スコットランドはソルウェイ・モスの戦いで敗れ、直後にジェームズ5世は急死し、スコットランドはグリニッジ条約をイングランドと結んで結婚に合意した。
1544年に第五次イタリア戦争でカール5世とヘンリーは連合してフランスに攻め込んだ。モントルイユとブローニュ＝シュル＝メールを同時に攻め、ヘンリーは後者の包囲戦の指揮をとり陥落させた。だが、カール5世の求めに反してパリには進軍しなかった。カール5世の軍は勝利を収められず、カール5世は一方的にフランスと講和した。ヘンリーはフランスで孤立したが、英仏両国とも戦費に窮乏して講和した。ブローニュは後に補償金と引き換えにフランスに返却された。
スコットランドがグリニッジ条約を破棄したため、1544年にヘンリーはスコットランドに攻め込み、エディンバラを焼き討ちした。

### キャサリン・パーとの結婚
1543年に、ヘンリーは富裕な未亡人キャサリン・パーと6度目にして最後の結婚をした。キャサリンは教養の深いプロテスタントであり、エドワード王子の教育を任された。また、メアリー王女およびエリザベス王女を庶子の身分から王女の身分に戻し、エドワード王子の下位ながら王位継承権を復活させた（第三継承法）。

### 肉体の衰えと崩御
晩年、ヘンリーは著しく肥満し、馬上槍試合で負った古傷の後遺症にも苦しみ、健康は悪化する一方であった。1547年にヘンリーはホワイトホール宮殿で崩御した。遺体はウィンザー城の聖ジョージ礼拝堂に埋葬された。9歳の王子エドワードが王位を継ぎ、エドワード6世となった。ヘンリーの崩御後、子女3人が王位についたがいずれも子をなさなかったため、やがてテューダー朝は断絶し、スコットランドに嫁いだ姉マーガレットの曾孫、ステュアート朝のジェームズ6世/1世によるスコットランドとイングランドの同君連合（王冠連合）が成立することになる。

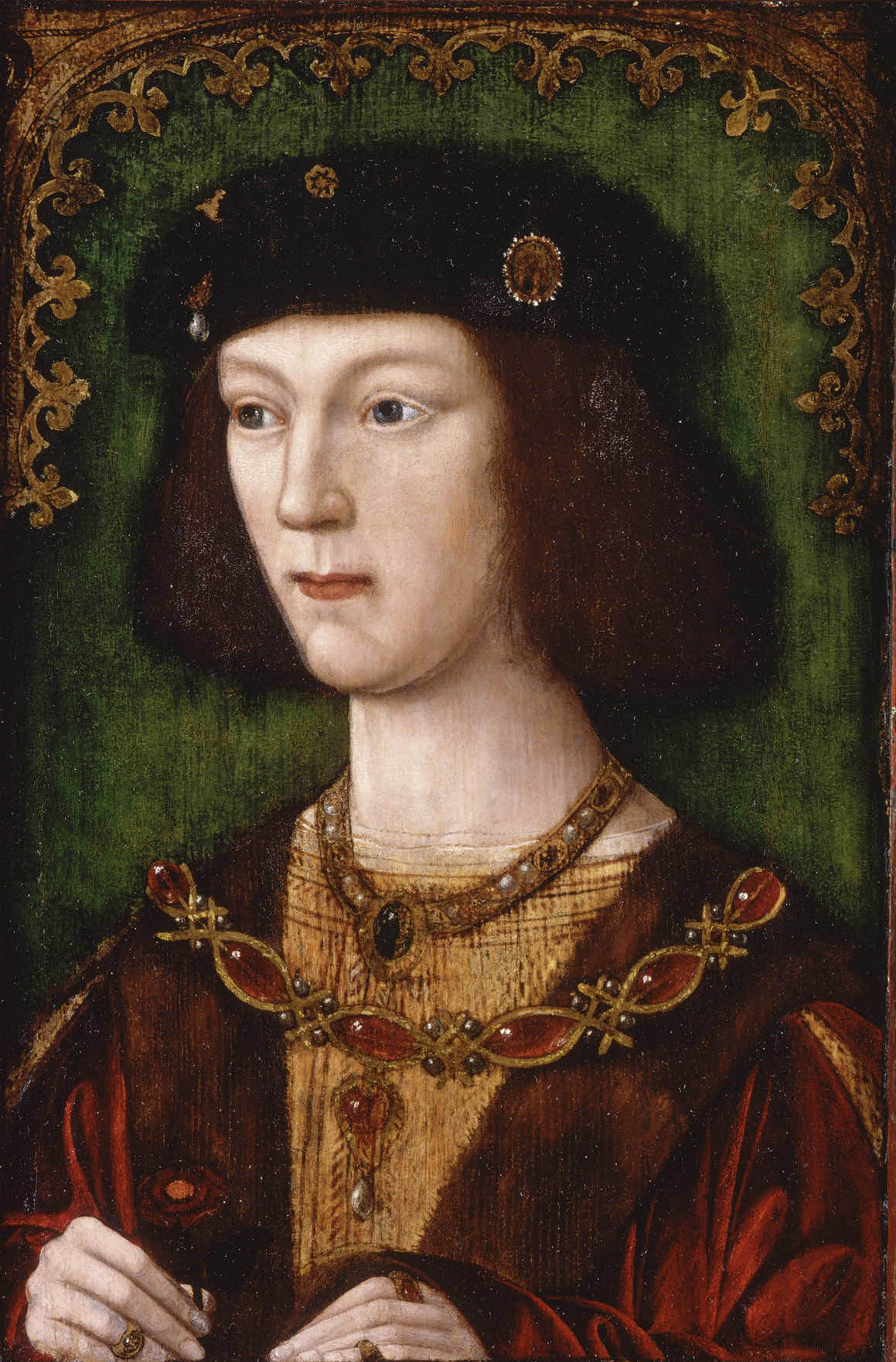
即位直後、18歳のヘンリー8世
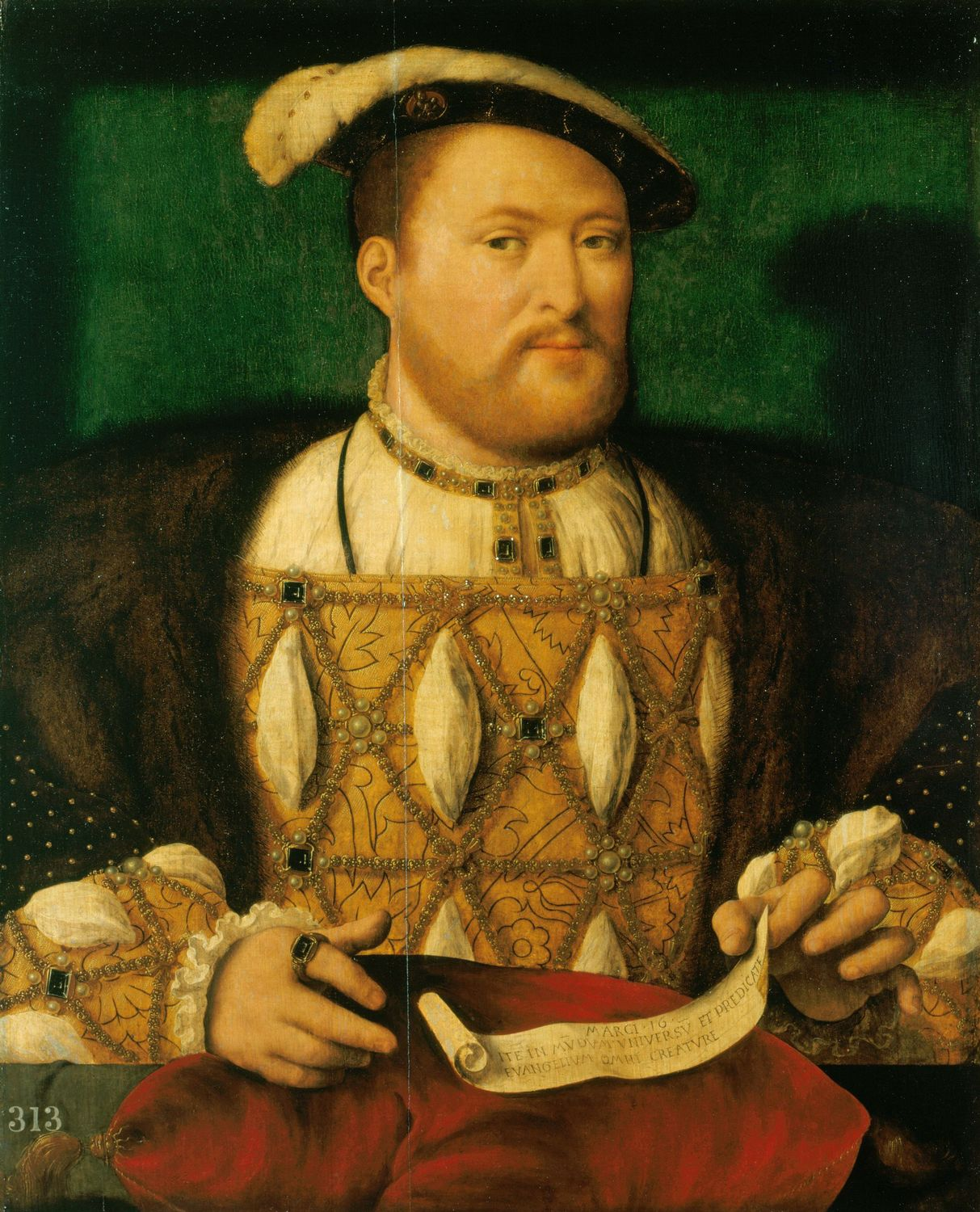
1531年のヘンリー8世
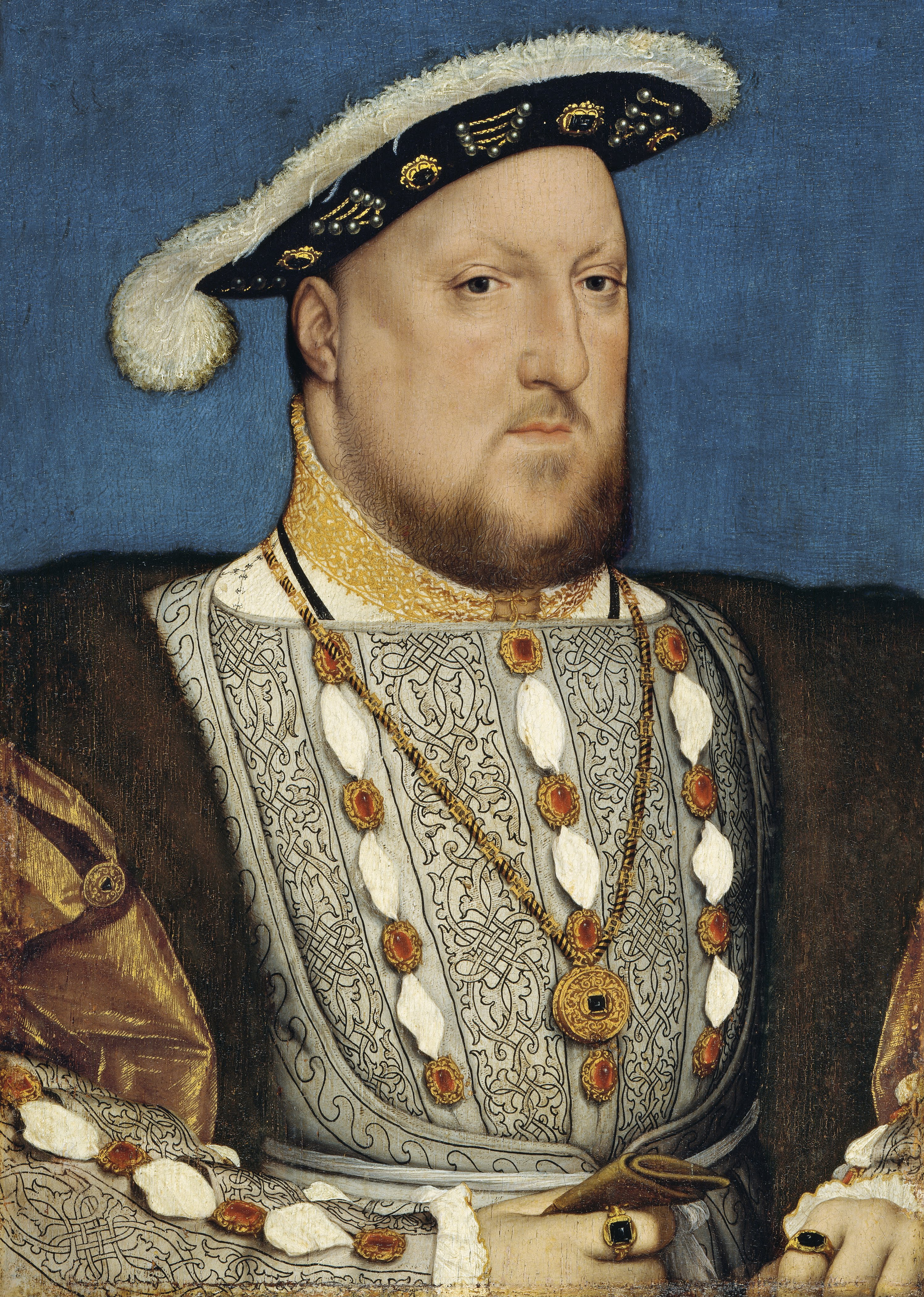
1537年のヘンリー8世
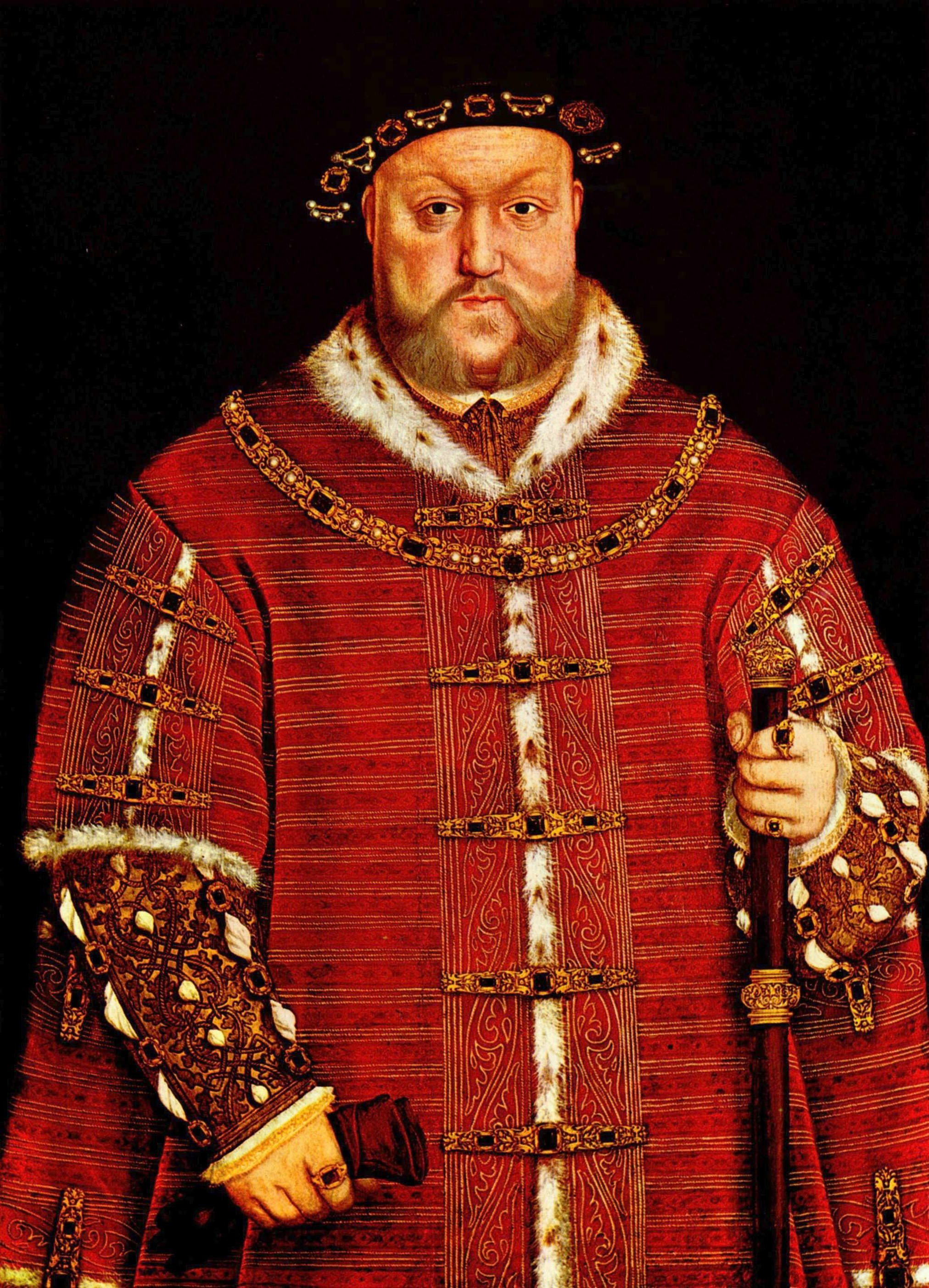
1542年のヘンリー8世

## 人物像

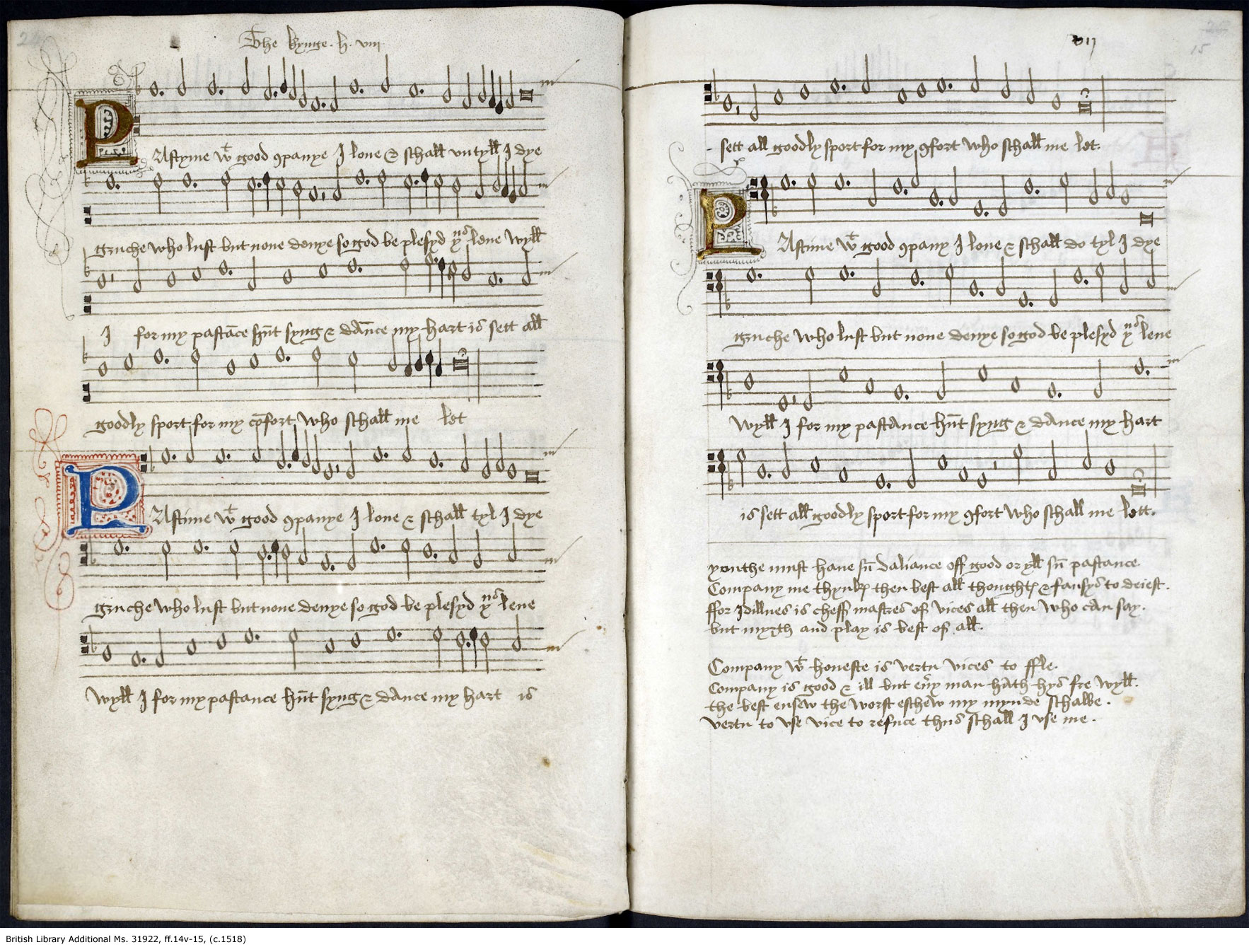
ヘンリーが作曲した"Pastime with Good Company"の楽譜、1513年

ヘンリーはルネサンス人としてのイメージを作り上げ、その宮廷は学問と芸術と金襴の陣に代表される華やかな奢侈の中心となった。音楽にも造詣が深く、自ら楽器を演奏し、文章を書き、詩を詠んだ。自ら作曲したとされる楽譜（合唱曲 "Pastime with Good Company" など）が現存する。情熱的なギャンブラーであり、馬上槍試合や狩猟などスポーツにも優れていた。一方でヘンリーはキリスト教にも関心があった。クライスト・チャーチ、ハンプトン・コート宮殿、ホワイトホール宮殿、トリニティ・カレッジなど、現存する多くの著名な建物の建築や改修にも関わった。
ヘンリーはイングランド王室史上最高のインテリであるとされ、ラテン語、スペイン語、フランス語を理解した。多くの本に注釈をつけ、自らも著作を行った。教会改革の支持を集めるためにパンフレットや講義や演劇を用意させた。
6フィート(約182cm）以上の身長と広い肩幅を備え、スポーツに秀でていた。馬上槍試合や狩猟を催しては、荘厳な鎧を纏って外国大使や領主たちの前に姿を現し、強い印象を与えようとした。だが馬上槍試合で怪我をしてからは著しく肥満したため、廷臣たちもこれをまねて太って見える服装をし始めた。晩年には過食により著しく健康を害した。

## 統治
テューダー朝の君主は強い権力を有し、外交、宣戦布告、貨幣の鋳造、恩赦、そして議会の招集と解散の権限があった。しかしカトリック教会からの離脱の際に明らかになったように、法律上および財政上の制約を受けており、貴族やジェントリ（郷紳）からなる議会と協力して統治を行わざるをえなかった。ヘンリー8世は官職任命権を用いて、枢密院のような公的な組織と私的な腹心からなる宮廷を運営した。宮廷人の盛衰は激しく、2人の妻に加えて多くの貴族、役人、友人、聖職者らがヘンリーによって処刑された。
1514年から1529年まで内政と外交を取り仕切ったのは、枢機卿であり大法官であったトマス・ウルジーであった。ウルジーは豪奢な館を構えて、王の代理として振舞い、中央集権化を進め、星室庁を強化して刑事裁判を改革した。だが王妃キャサリン・オブ・アラゴンとの離婚交渉に失敗したため王はウルジーに失望し、長年の奢侈で国庫は空となっていた。ウルジーは逮捕され、病死した。
その後、ウルジーに代わって政府を司ったのはトマス・クロムウェルであった。大陸から戻って法律の専門家としてウルジーの部下となり、その没落後に台頭した。クロムウェルは対話と合意によって行政改革を進めた。多くの役職について、政府の機能を王室から公的な部局に移したが、改革にはヘンリーの支持を必要としたため、一様な移行とはならなかった。修道院解散で修道院の財産を没収して王室に移し、多くの政治機能を小規模で効率的な枢密院に移し、王の財政と国家の財政を分離した。だがアン・オブ・クレーヴズとの結婚への関与がその立場を弱め、次の王妃キャサリン・ハワードの父方の伯父で政敵のノーフォーク公の前に敗れ、 1540年に処刑された。
その他、ヘンリー8世は郵政長官のポストを新設し、ロイヤルメールの起源となった。

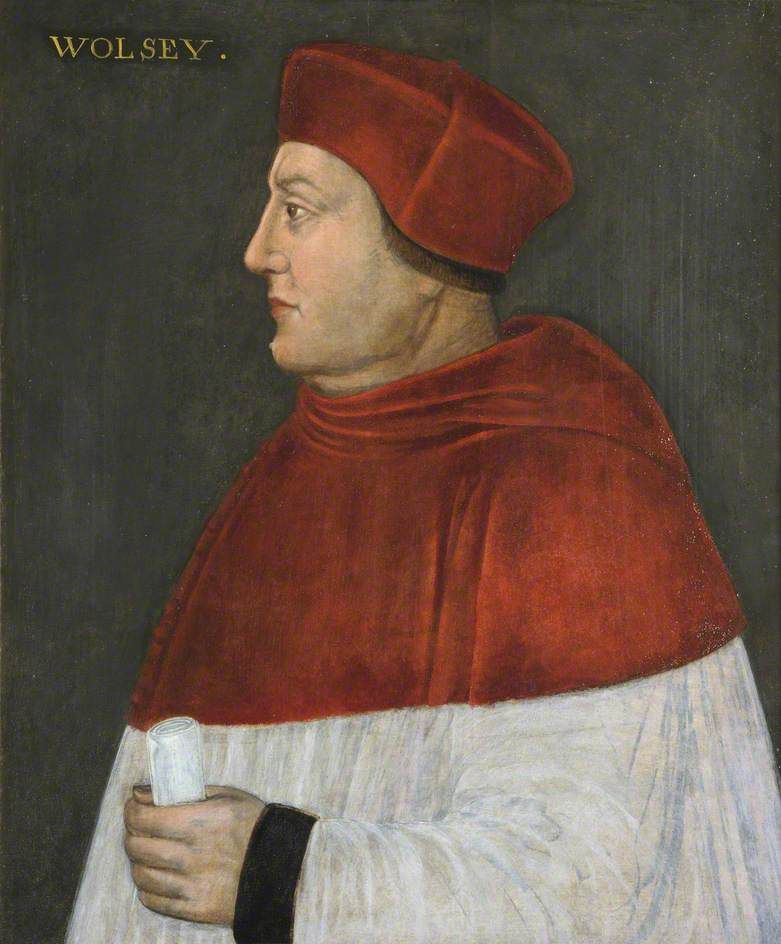
トマス・ウルジー枢機卿、1526年
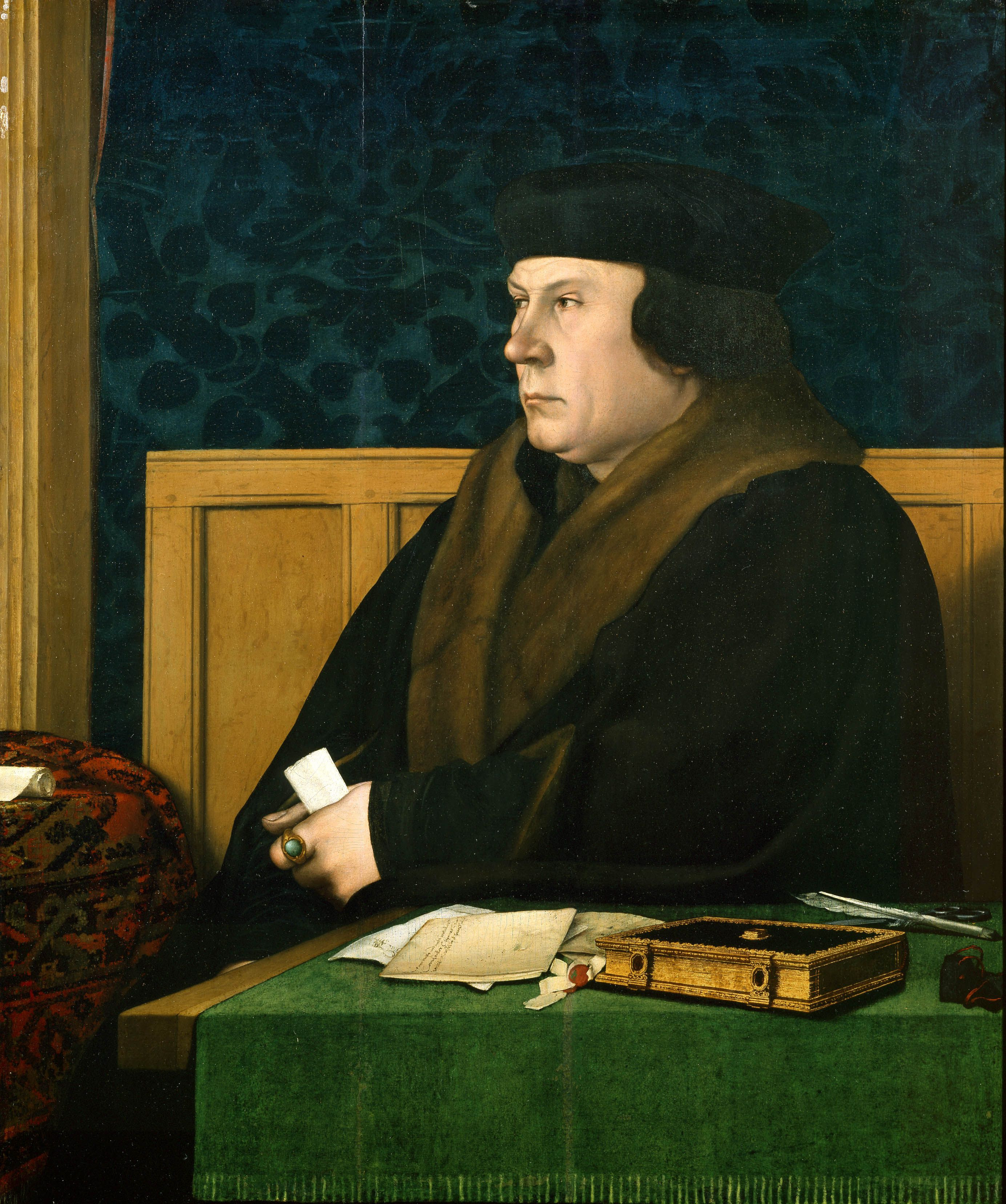
トマス・クロムウェル、1532年あるいは1533年

### 財政
ヘンリー8世の治世の財政はほぼ破綻状態であった。父王から相続した豊かな富は、宮廷での奢侈と豪奢な建築に費やされた。テューダー朝の君主は、政府の支出を王個人の収入で賄わなければならず、議会によって承認されなければならない王室領からの税金に頼っていた。治世を通じて収入はほぼ一定であったが、インフレーションと大陸での戦費のために支出に対し不足した。父王と違い、しばしば議会に戦費の支出を依頼しなければならなかった。一方、修道院解散とその財産の没収により、新たな収入を得た。ウルジーは銀本位制から金本位制に移行し、貨幣の質を下げ、クロムウェルは貨幣の質をさらに大きく下げた。名目上の利益は大きかったが、経済は打撃を受け、激しいインフレーションを招いた。

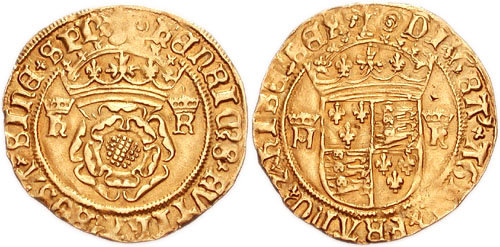
1544–1547年にヘンリーによって鋳造されたクラウン金貨。裏面は4分割されたイングランドとフランスの紋章

### 宗教改革
ヘンリー8世はイングランドをカトリックの国から聖公会（イングランド国教会）の国に変貌させた宗教改革の開始者であると一般には考えられている。1527年までヘンリーは敬虔なカトリック信者であったが、王妃キャサリンとの婚姻の無効を教皇に願うも、王妃の甥のカール5世の影響力もあって果たせず、教皇権からの独立に向かったと考えられている。
1532年から1537年にかけ、ヘンリーはイングランド国王と教皇の関係の変革と、イングランド国教会の創設に関わる数々の法令を発布した。上告禁止法、国王至上法などである。ヘンリーはトマス・クランマーをカンタベリー大司教につけ、クランマーはこれらの改革を支持した。トマス・モアやジョン・フィッシャーは反対して処刑された。
クロムウェルによって、当初は軍事費調達の名目で小修道院解散法と大修道院解散法など相次ぐ修道院解散令が発令され、800以上の修道院が解散させられ、その財産は王室に没収された。イングランドの土地の5分の1が王室に移動したと言われている。没収された不動産は後に市民に売却されて、土地の流動化につながった。その後も1535年の宗教家鎮圧法などのカトリック信者を抑制し教皇の権力を削ぐ法令が幾度も発令され、カトリック信者たちはヘンリーの娘メアリー1世の世まで静かに身をひそめた。

### 軍事
スコットランドとの国境に近いベリック・アポン・ツイードおよびカーライル、そして大陸にあるイングランドの領地カレーにおかれた守備隊を除けば、イングランドの常備兵はわずか数百しかいなかった。1513年にフランスに攻め入った時の3千の兵は鎌 (bill) 兵と弓兵であり、他国は銃兵やパイク兵に移行しようとしていた。だがヘンリーの兵の鎧や武器は新品であり、大砲や攻城砲も備えていた。1544年の侵略の時も同様であった。
ヘンリーは王立海軍の創始者の一人であるとされ、特に軍艦に大砲の搭載を始めたことで知られる。個人的に軍艦の設計に関わり、母港とドックを持つ常設海軍を創設した。ヘンリーの時代に、海軍の戦術は接舷しての移乗戦闘から砲撃戦闘へと進化した。軍艦は50隻に増加し、後にアドミラルティとなる部局を創設して海軍の維持と監督を行わせた。
カトリックからの離脱により、フランスや神聖ローマ帝国のカトリック勢からの侵略の脅威に直面したため、修道院から没収した財産を当てて、イングランド東岸と南岸に防御のための砦を築いた。

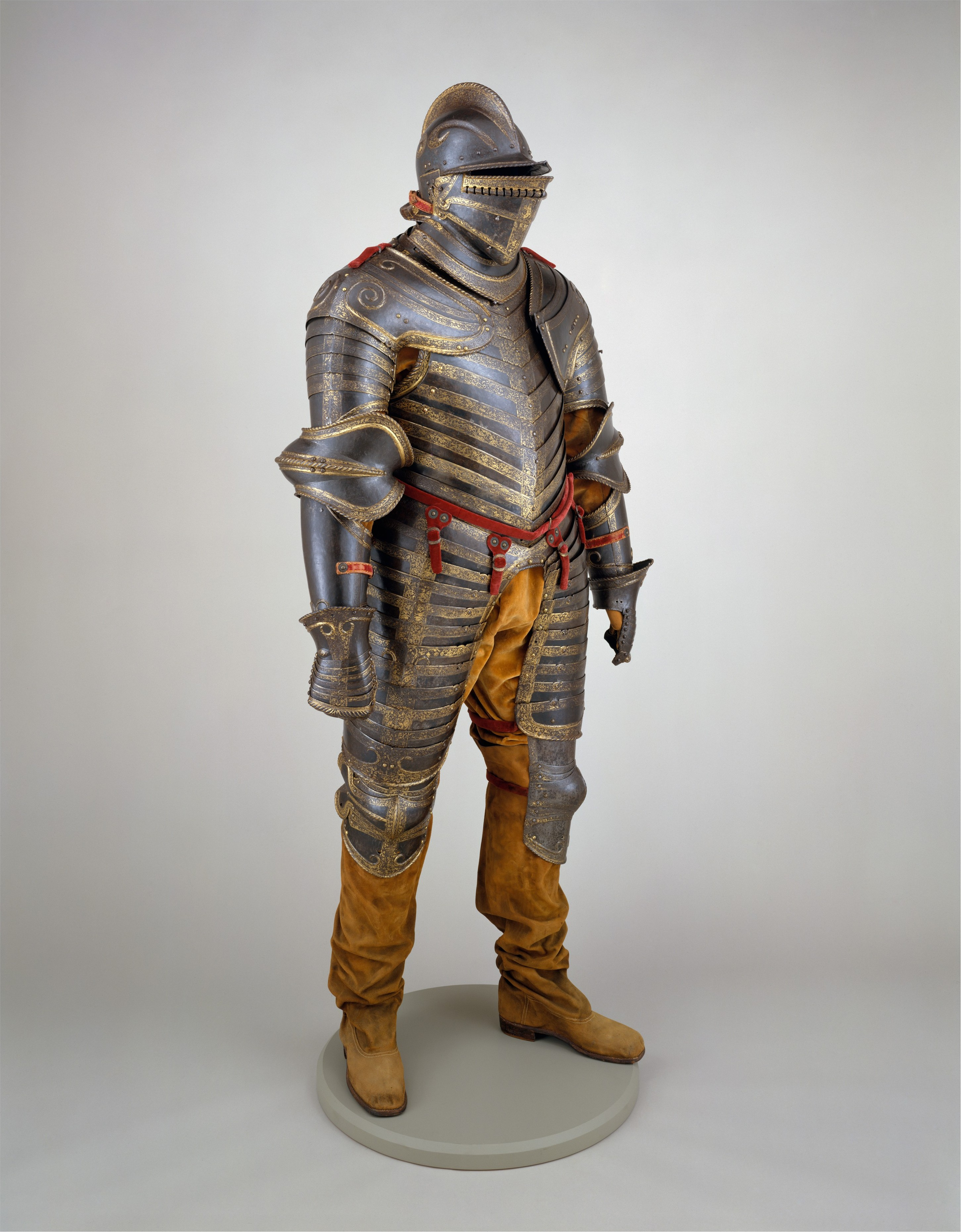
ヘンリーのイタリア製の鎧、1544年、メトロポリタン美術館
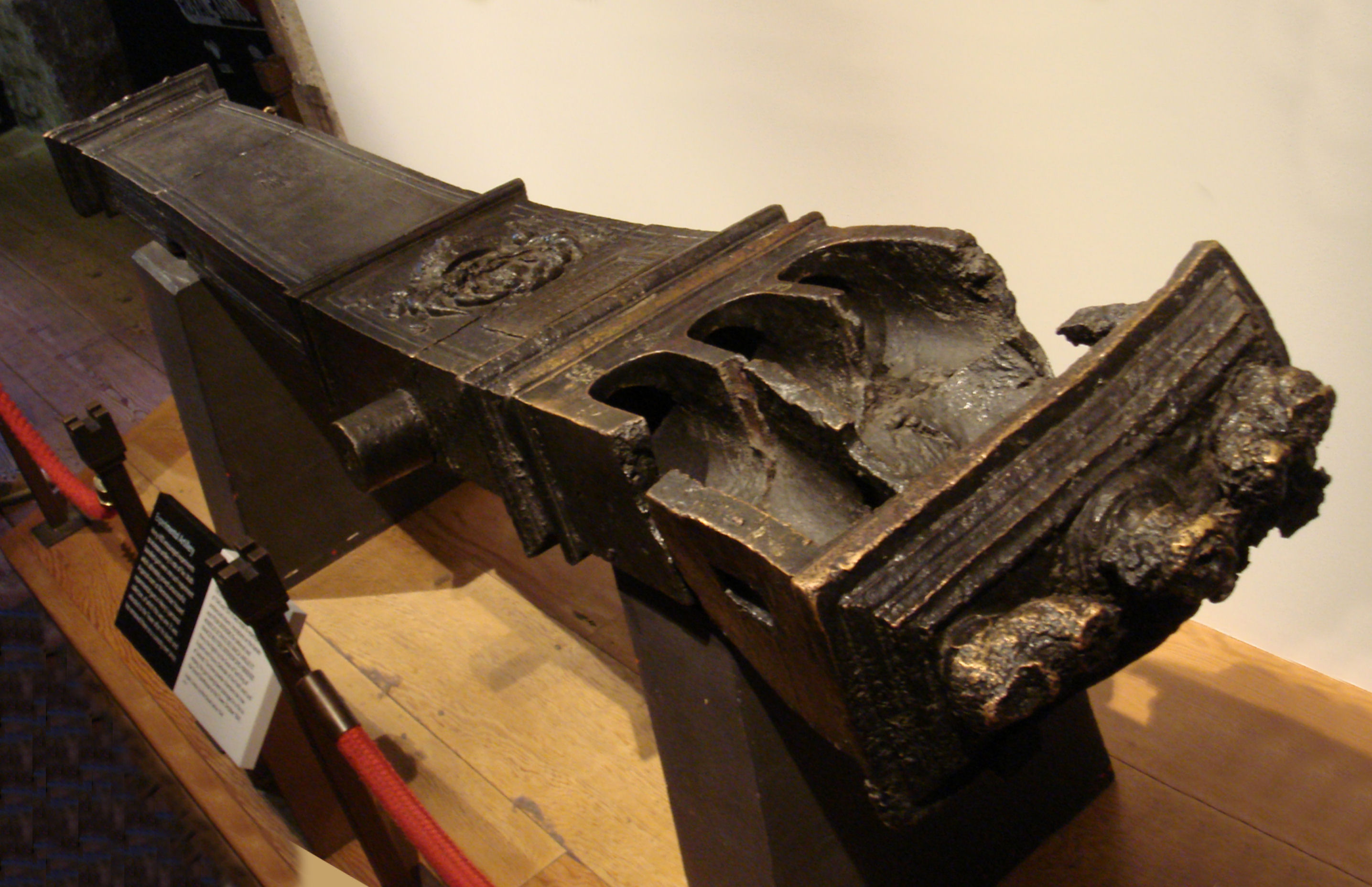
ヘンリーの時代に作られた三連装フランキ砲

### アイルランド

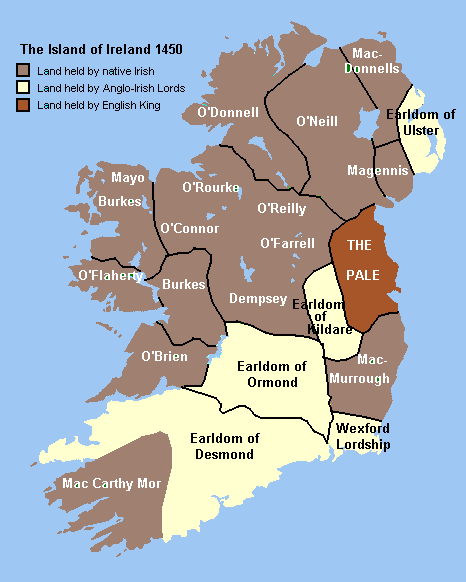
1450年当時のアイルランドの分裂状態

ヘンリーの治世まで、アイルランド島は教皇の名目上の宗主権の下にあり、 アイルランド卿を名乗るイングランド王に与えられた知行であると見なされていた。アイルランドの大部分の統治は在地の貴族に任され、ペスト（黒死病）や薔薇戦争の影響もあって、アイルランドにおけるイングランドの勢力は小さくなっていた。アイルランドの貴族達は政争を繰り返し、外国の部隊をアイルランドに呼び寄せ、イングランド王を僭称するヨーク朝の末裔をかつぐ動きもみられ、ヘンリーは支配に苦しんだ。
カトリックからのイングランド国教会の分離を機に、ヘンリーはアイルランドが教皇から独立した王国であると宣言し、アイルランド議会によってアイルランド王に推戴された。アイルランド貴族は土地をいったんヘンリーに献上した後に、改めて知行として与えられる事になった。この後、イングランドは武力をもって反乱を鎮圧し、直接支配と入植を進めた。

## 結婚
1. キャサリン・オブ・アラゴン（Catherine of Aragon, 1487年 - 1536年）：1509年結婚、1533年離婚
はじめアーサー王太子妃。死別後、その弟ヘンリーと再婚。メアリー1世の母。結婚から20年余りを経た後に離婚。
2. アン・ブーリン（Anne Boleyn, 1507年? - 1536年）：1533年結婚、1536年離婚
エリザベス1世の母。元はキャサリン・オブ・アラゴンの侍女。離婚後に姦通罪と近親相姦の罪で ロンドン塔で刑死。
3. ジェーン・シーモア（Jane Seymour, 1509年? - 1537年）：1536年結婚、1537年死去
エドワード6世の母。元はアン・ブーリンの侍女。ヘンリーの後継者となるエドワードを出産したが、産褥熱により死亡。
4. アン・オブ・クレーヴズ（Anne of Cleves, 1515年 - 1557年）：1540年結婚、同年離婚
ユーリヒ＝クレーフェ＝ベルク公ヨハン3世の娘。結婚後6ヶ月で離婚。
肖像画があまりにも美化されていたため、初対面時にヘンリーが激怒したというエピソードが残されている。
5. キャサリン・ハワード（Katherine Howard, 1521年? - 1542年）：1540年結婚、1542年離婚
アン・ブーリンの従妹。結婚1年半後に反逆罪で刑死。
6. キャサリン・パー（Katharine Parr, 1512年? - 1548年）：1543年結婚、1547年夫と死別
学識高く、メアリー、エドワード、エリザベスの教育係も務めた。結婚3年半目にヘンリーと死別。

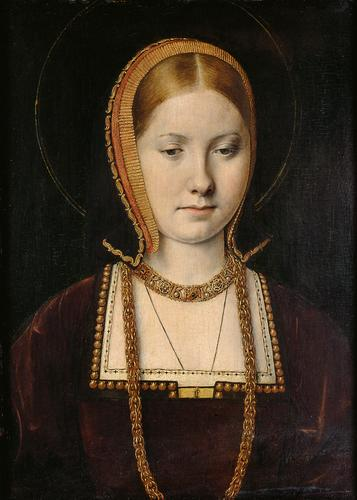
婚約者キャサリン・オブ・アラゴンだと思われる王女の肖像画、おそらく1502年、ミケル・シトウ画
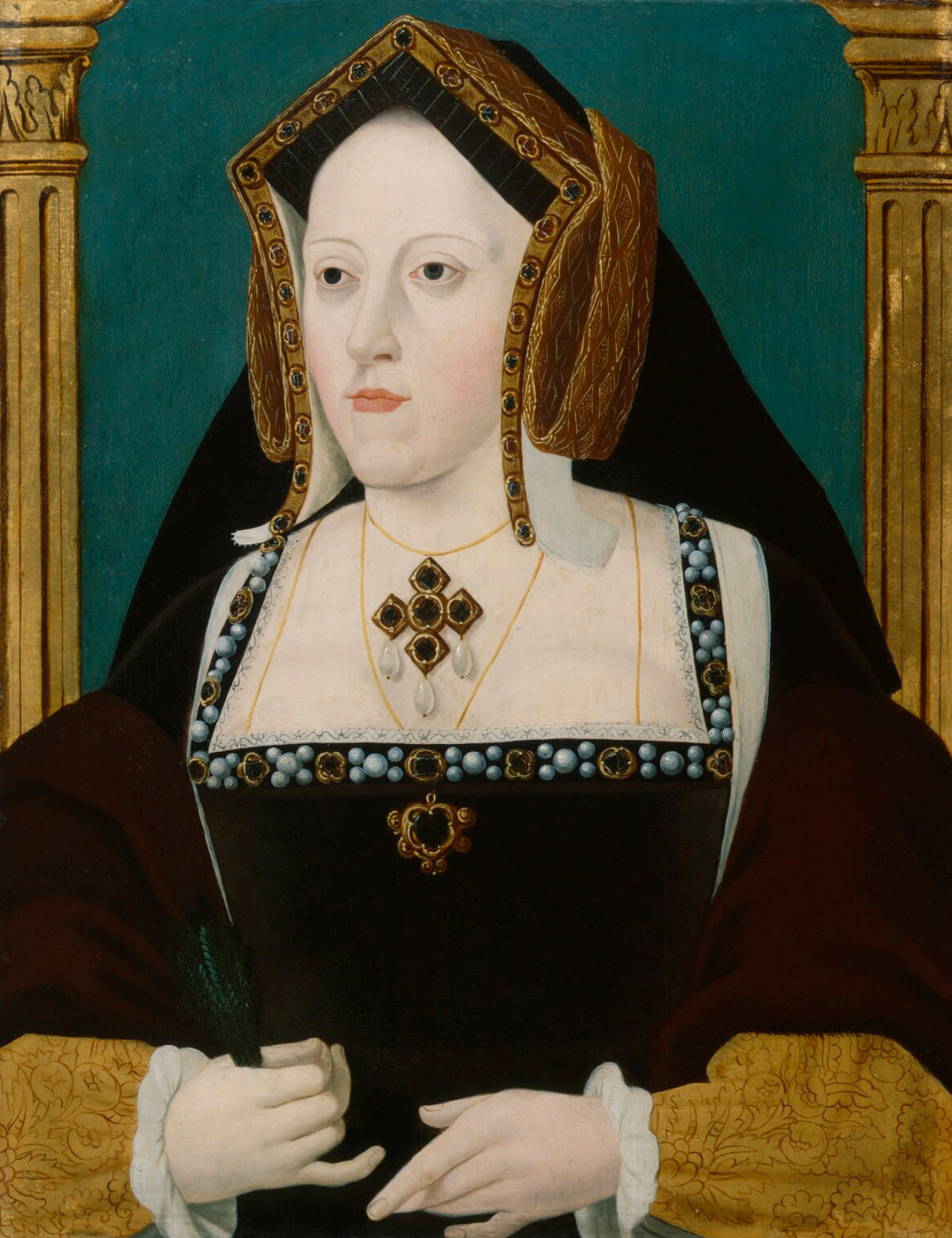
ヘンリーの最初の王妃キャサリン・オブ・アラゴン
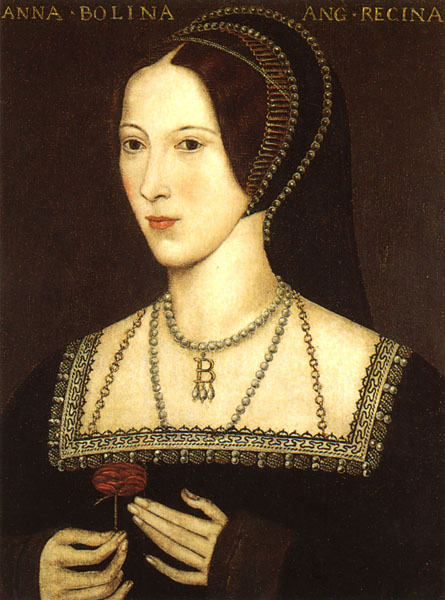
ヘンリーの2番目の王妃アン・ブーリン、1534年に描かれた肖像画の模写
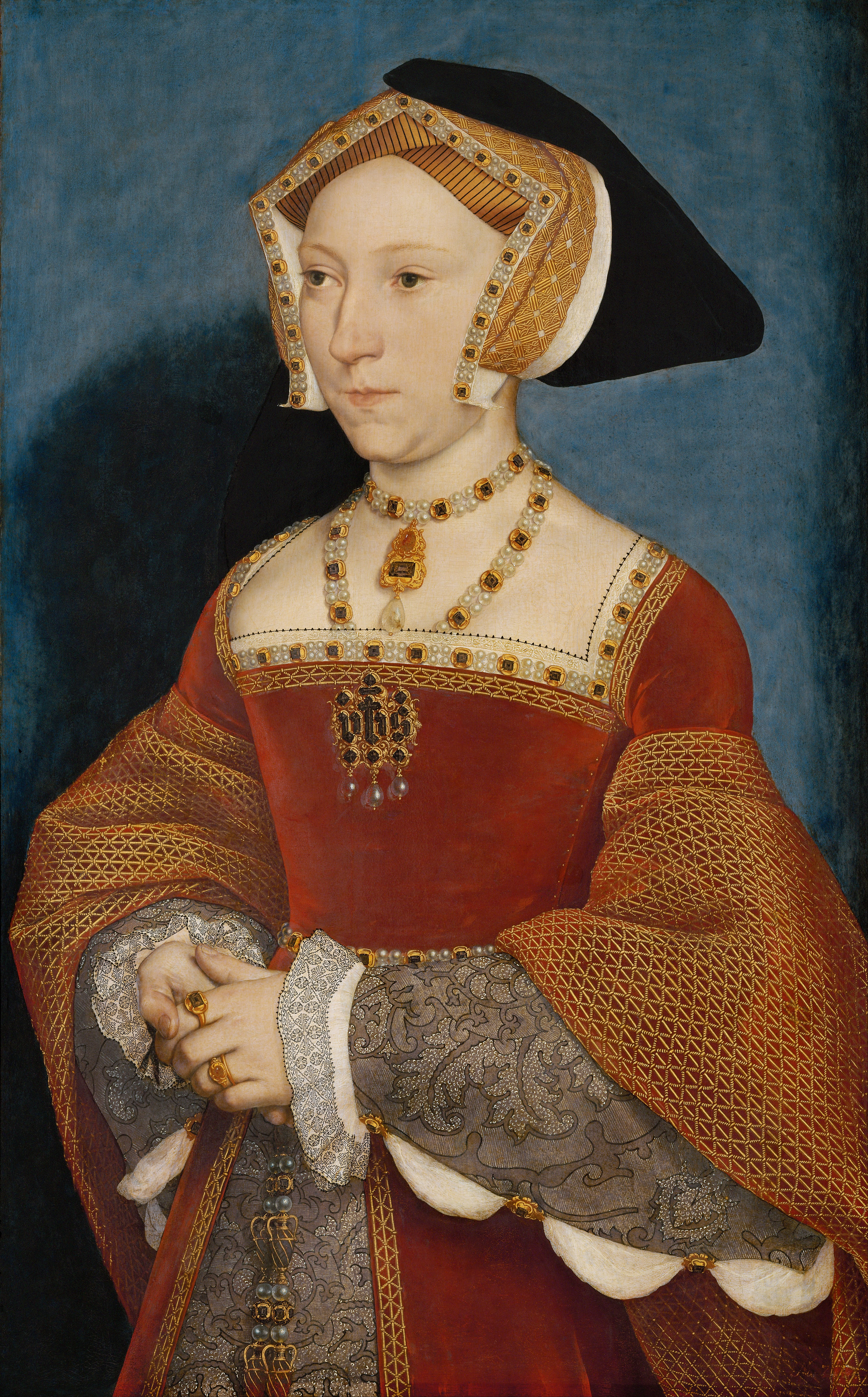
ヘンリーの3番目の王妃ジェーン・シーモア
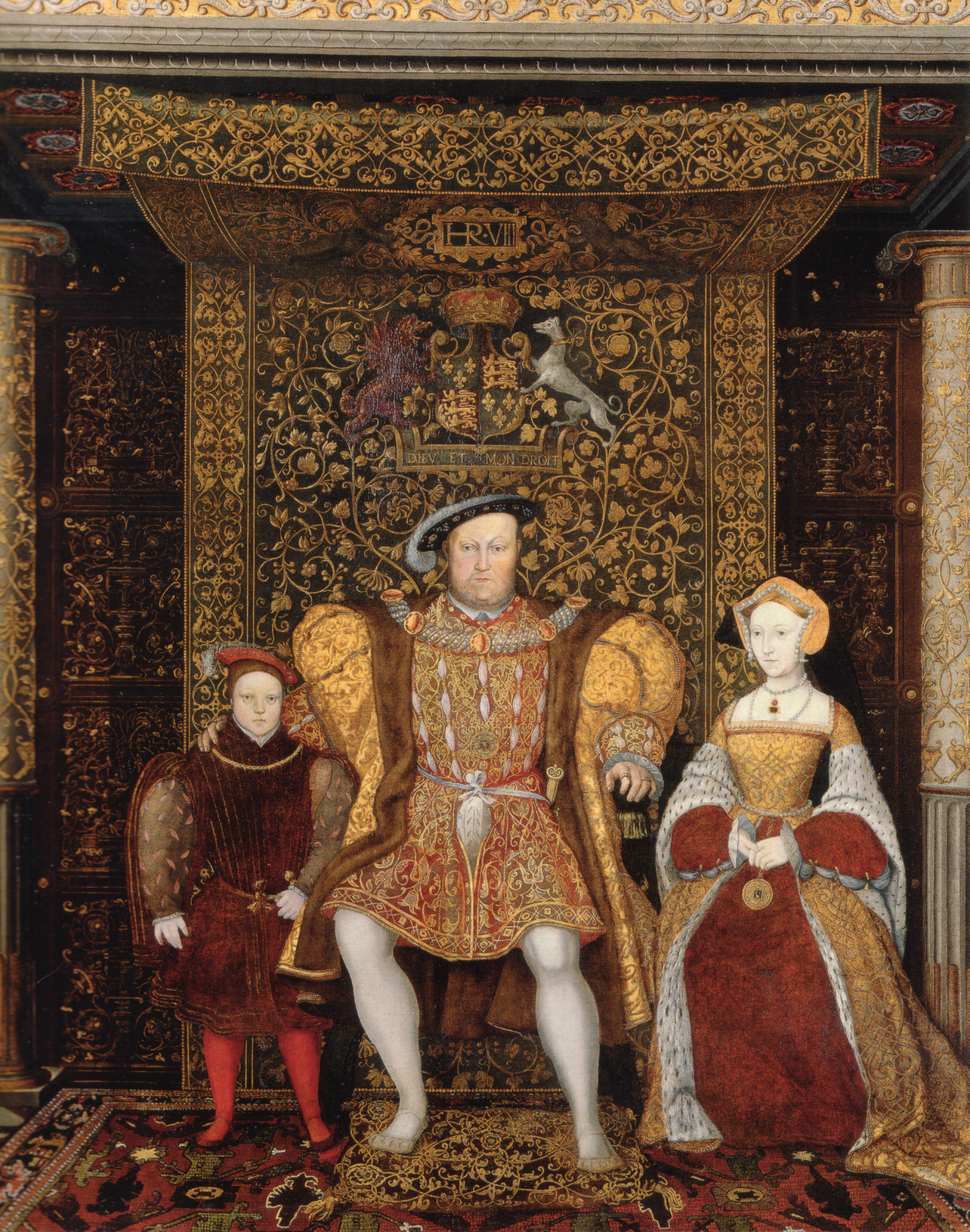
ジェーン・シーモア、ヘンリーとエドワード王子と一緒に描かれている。6番目の王妃キャサリン・パーと結婚していた1545年に描かれた。画家不明
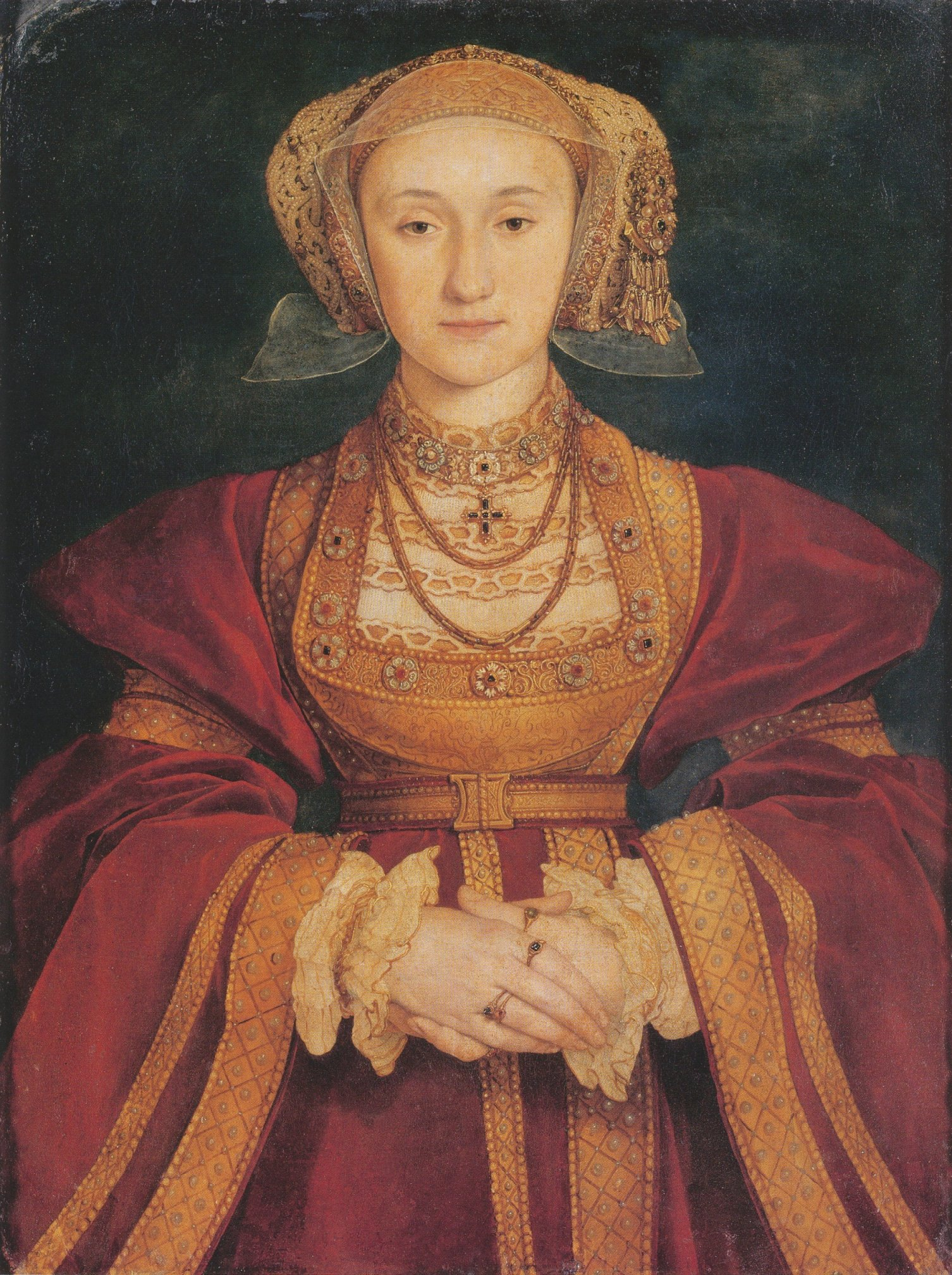
4番目の王妃を描いた『アン・オブ・クレーヴズの肖像』、ハンス・ホルバイン画、1539年
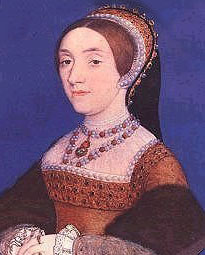
5番目の王妃を描いた『キャサリン・ハワードの小肖像画』、ハンス・ホルバイン画
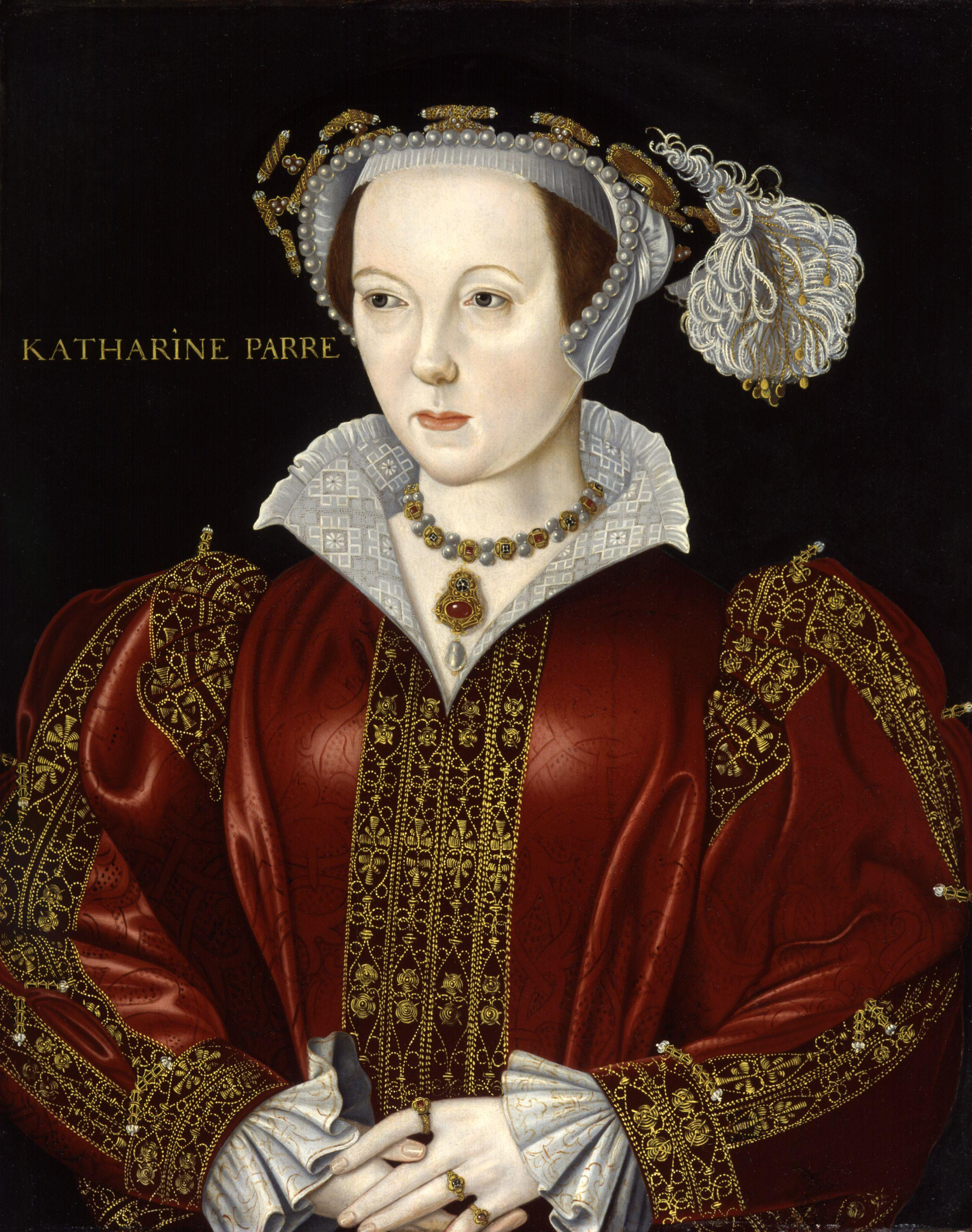
6番目の王妃キャサリン・パー

## 子女
3人の子が連続して王位に就いたが、いずれも子をなさなかったためテューダー朝は断絶し、以降の王にはヘンリー8世の血は流れていない。
- 最初の妻キャサリン・オブ・アラゴンとの間には娘1人だけが成育した。
メアリー1世（1516年 - 1558年） - イングランド女王（在位1553年 - 1558年）、1554年にスペイン王フェリペ2世と結婚
- 2番目の妻アン・ブーリンとの間には娘1人だけが成育した。
エリザベス1世（1533年 - 1603年） - イングランド女王（在位1558年 - 1603年）
- 3番目の妻ジェーン・シーモアとの間には息子1人をもうけた。
エドワード6世（1537年 - 1553年） - イングランド王（在位1547年 - 1553年）
- この他、非嫡出子1人を認知している。
ヘンリー・フィッツロイ（1519年 - 1536年、エリザベス・ブラント所生） - 初代リッチモンド公爵およびサマセット公爵

その他、認知はしなかったが非嫡出子だと疑われる子が数名いる。

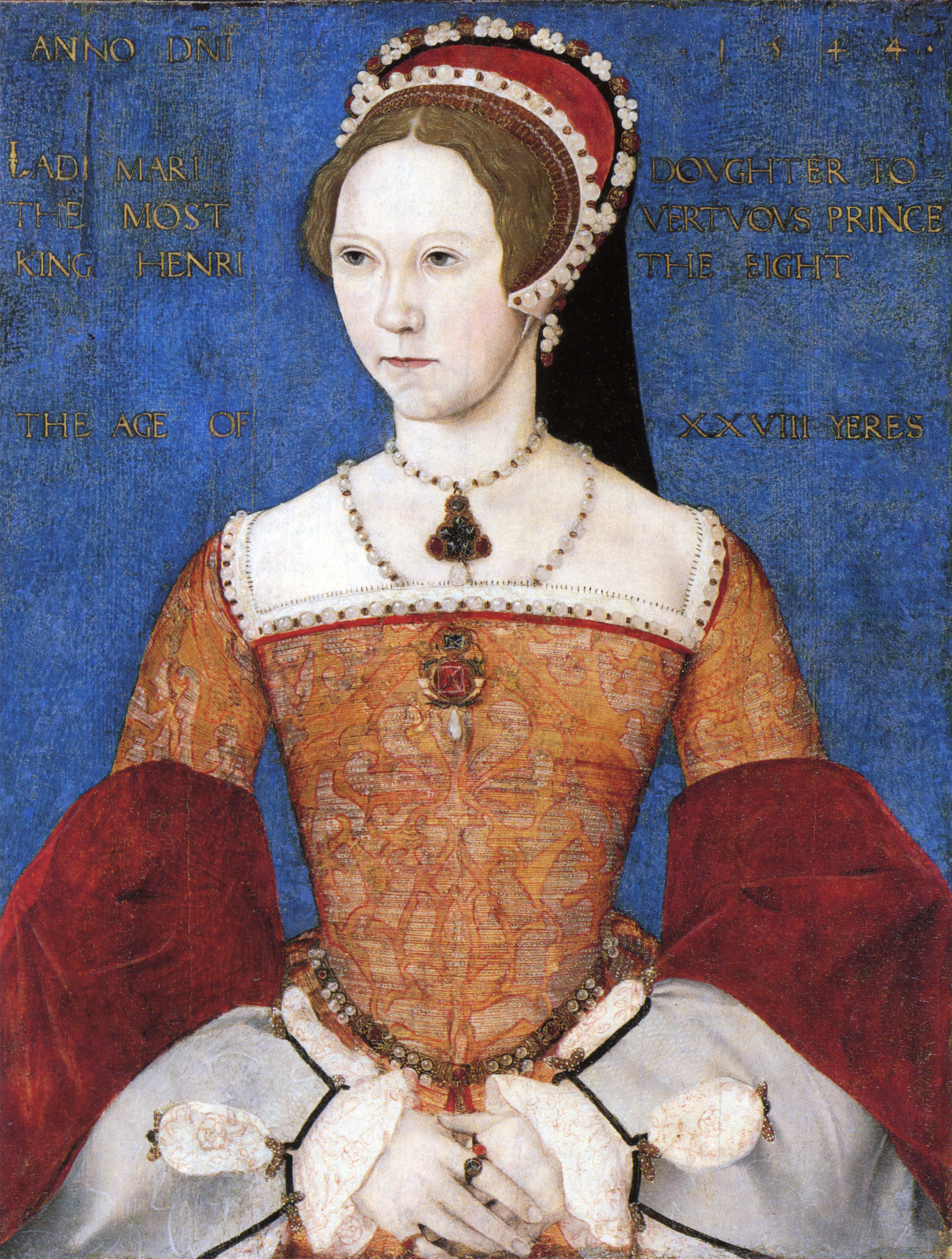
即位前のメアリー（1544年）
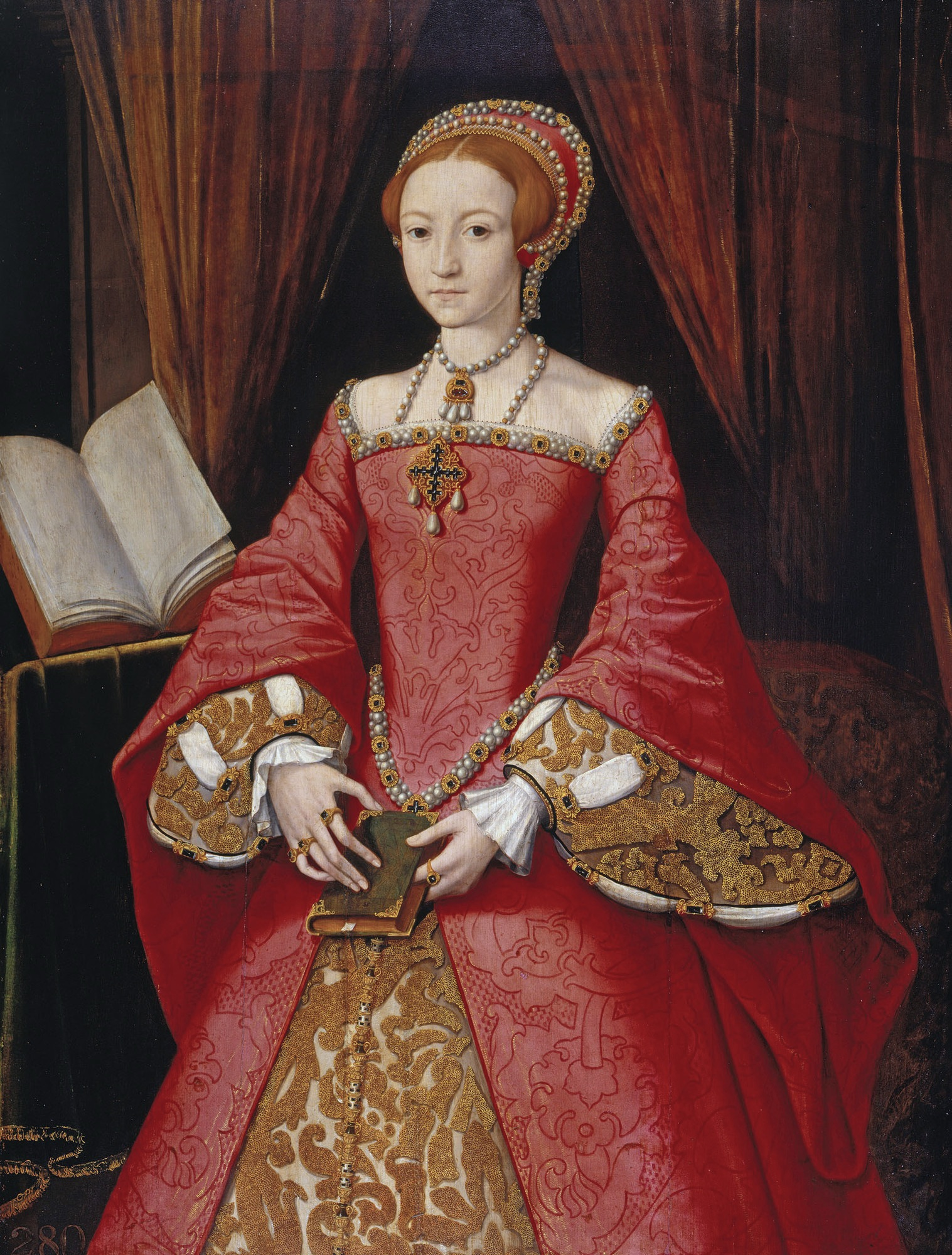
1546年頃のエリザベス。ウィリアム・スクロッツ画
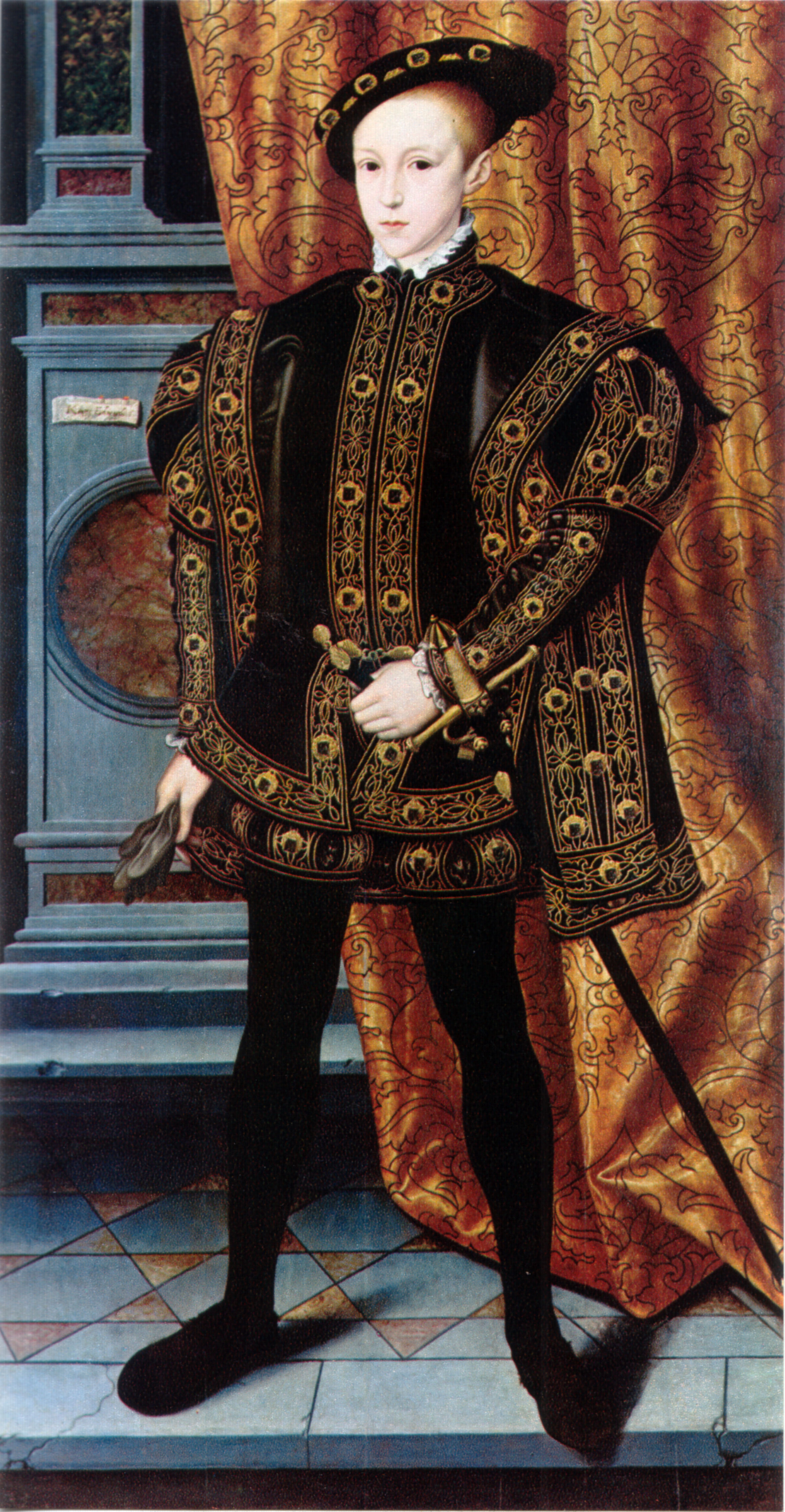
1550年のエドワード
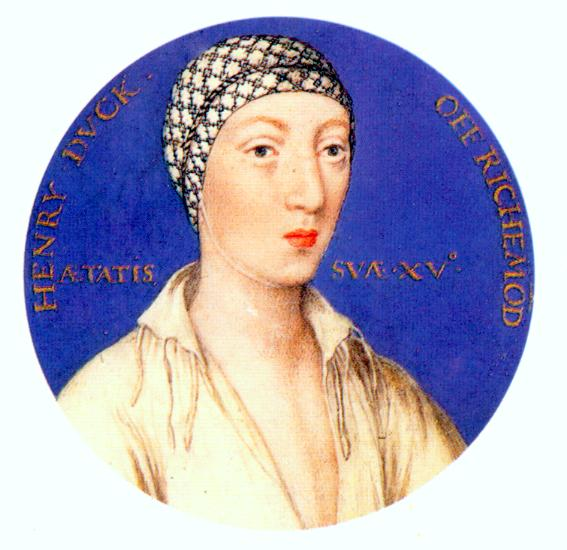
ヘンリー・フィッツロイ

## 兄弟姉妹
- 兄アーサー - 王太子（プリンス・オブ・ウェールズ）であったが、キャサリン・オブ・アラゴンとの結婚直後に急死。キャサリンはその後、ヘンリーの最初の王妃となる。
- 姉マーガレット - スコットランド王ジェームズ4世に嫁ぐ。その子孫はステュアート朝をテューダー朝に代わるスコットランドとイングランド共通の王朝とし、さらにその女系子孫から現在のイギリス王室につながるハノーヴァー朝が始まる。
- 妹メアリー -フランス王ルイ12世に嫁いだ後、ヘンリーの寵臣チャールズ・ブランドンに嫁ぐ。ブランドンとの間の孫に、エドワード6世の後に9日間だけ王位を継いだジェーン・グレイがいる。

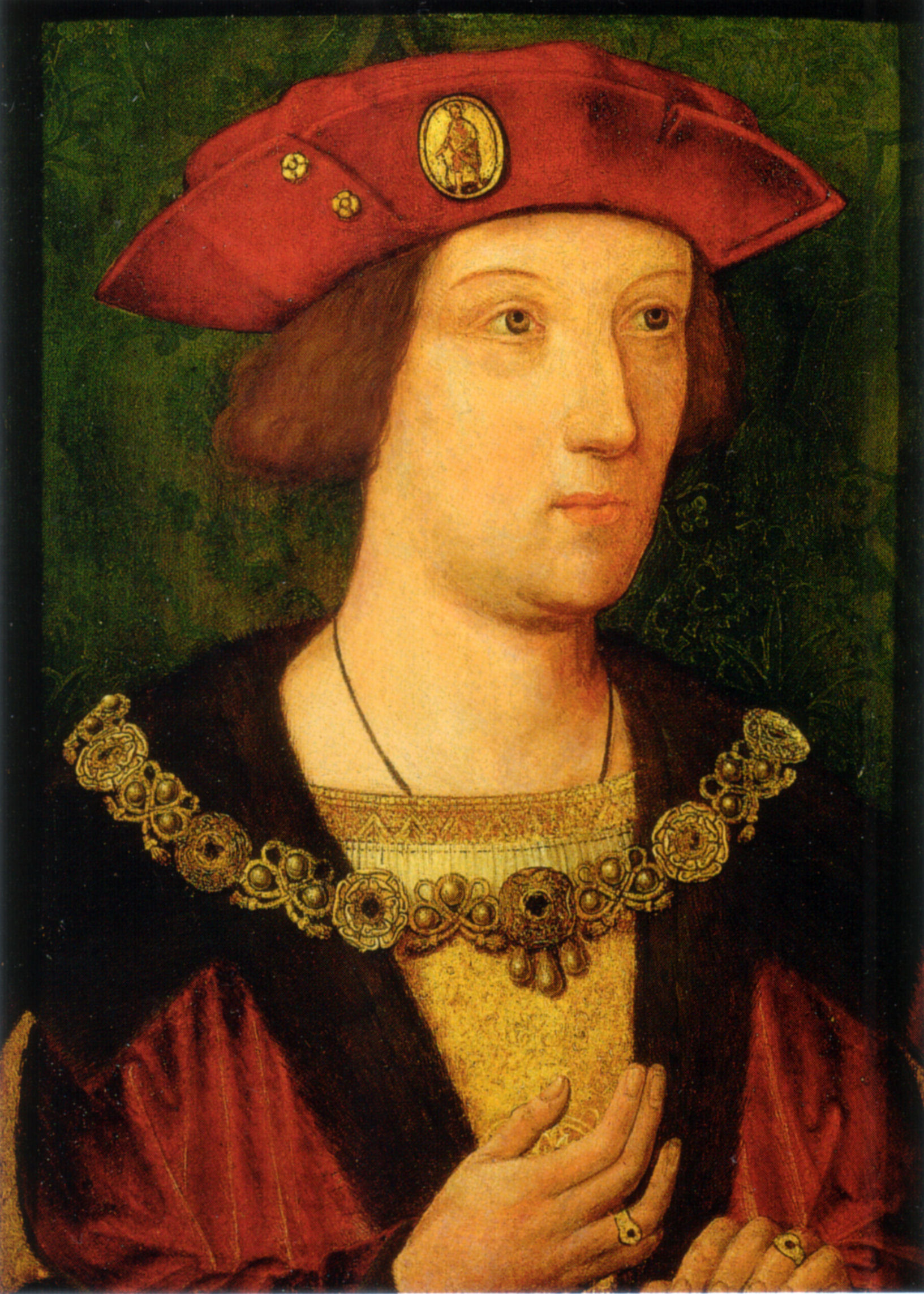
兄アーサー
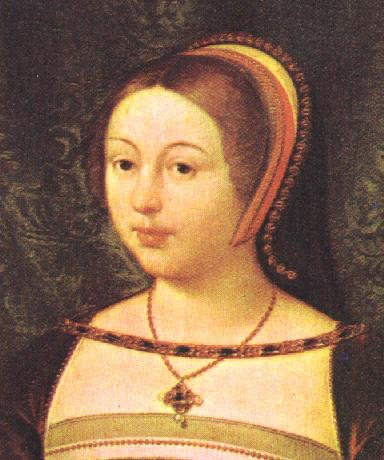
姉マーガレット
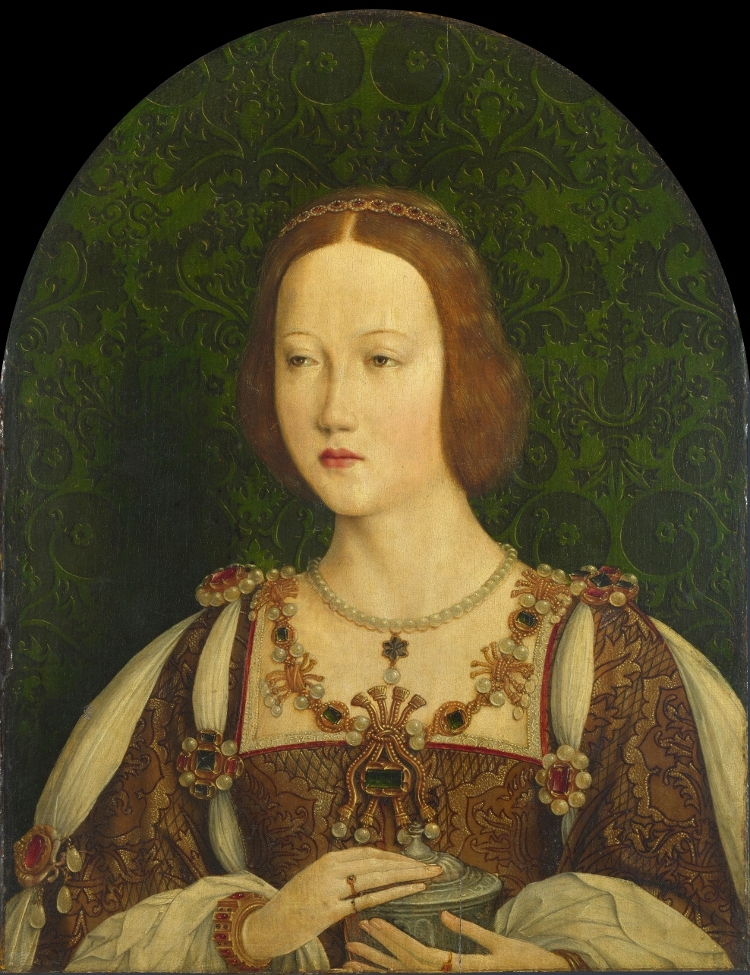
妹メアリー

## 系図
|                                |                                |                                |                                |                                       |                                |              |              |              |              |              |              |              |              |  |  |             |             |             |             |             |             |  |  |               |               |               |               |               |               |  |  |               |               |               |               |               |               |  |  |                  |                  |                  |                  |                  |                  |  |  |  |  |  |  |  |  |  |  |  |  |  |  |  |  |  |  |  |  |  |  |  |  |  |  |  |  |  |  |  |  |  |  |  |  |
|                                |                                |                                |                                |                                       |                                |              |              |              |              |              |              |              |              |  |  |             |             |             |             |             |             |  |  |               |               |               |               |               |               |  |  | ヘンリー7世   |               |               |               |               |               |  |  |                  |                  |                  |                  |                  |                  |  |  |  |  |  |  |  |  |  |  |  |  |  |  |  |  |  |  |  |  |  |  |  |  |  |  |  |  |  |  |  |  |  |  |  |  |
|                                |                                |                                |                                |                                       |                                |              |              |              |              |              |              |              |              |  |  |             |             |             |             |             |             |  |  |               |               |               |               |               |               |  |  |               |               |               |               |               |               |  |  |                  |                  |                  |                  |                  |                  |  |  |  |  |  |  |  |  |  |  |  |  |  |  |  |  |  |  |  |  |  |  |  |  |  |  |  |  |  |  |  |  |  |  |  |  |
|                                |                                |                                |                                |                                       |                                |              |              |              |              |              |              |              |              |  |  |             |             |             |             |             |             |  |  |               |               |               |               |               |               |  |  |               |               |               |               |               |               |  |  |                  |                  |                  |                  |                  |                  |  |  |  |  |  |  |  |  |  |  |  |  |  |  |  |  |  |  |  |  |  |  |  |  |  |  |  |  |  |  |  |  |  |  |  |  |
|                                |                                |                                |                                | マーガレット                          | マーガレット                   | マーガレット | マーガレット | マーガレット | マーガレット |              |              |              |              |  |  |             |             |             |             |             |             |  |  |               |               |               |               |               |               |  |  | ヘンリー8世   | ヘンリー8世   | ヘンリー8世   | ヘンリー8世   | ヘンリー8世   | ヘンリー8世   |  |  | メアリー         | メアリー         | メアリー         | メアリー         | メアリー         | メアリー         |  |  |  |  |  |  |  |  |  |  |  |  |  |  |  |  |  |  |  |  |  |  |  |  |  |  |  |  |  |  |  |  |  |  |  |  |
|                                |                                |                                |                                | マーガレット                          | マーガレット                   | マーガレット | マーガレット | マーガレット | マーガレット |              |              |              |              |  |  |             |             |             |             |             |             |  |  |               |               |               |               |               |               |  |  | ヘンリー8世   | ヘンリー8世   | ヘンリー8世   | ヘンリー8世   | ヘンリー8世   | ヘンリー8世   |  |  | メアリー         | メアリー         | メアリー         | メアリー         | メアリー         | メアリー         |  |  |  |  |  |  |  |  |  |  |  |  |  |  |  |  |  |  |  |  |  |  |  |  |  |  |  |  |  |  |  |  |  |  |  |  |
|                                |                                |                                |                                |                                       |                                |              |              |              |              |              |              |              |              |  |  |             |             |             |             |             |             |  |  |               |               |               |               |               |               |  |  |               |               |               |               |               |               |  |  |                  |                  |                  |                  |                  |                  |  |  |  |  |  |  |  |  |  |  |  |  |  |  |  |  |  |  |  |  |  |  |  |  |  |  |  |  |  |  |  |  |  |  |  |  |
| スコットランド王 ジェームズ5世 | スコットランド王 ジェームズ5世 | スコットランド王 ジェームズ5世 | スコットランド王 ジェームズ5世 | スコットランド王 ジェームズ5世        | スコットランド王 ジェームズ5世 |              |              | マーガレット | マーガレット | マーガレット | マーガレット | マーガレット | マーガレット |  |  | メアリー1世 | メアリー1世 | メアリー1世 | メアリー1世 | メアリー1世 | メアリー1世 |  |  | エリザベス1世 | エリザベス1世 | エリザベス1世 | エリザベス1世 | エリザベス1世 | エリザベス1世 |  |  | エドワード6世 | エドワード6世 | エドワード6世 | エドワード6世 | エドワード6世 | エドワード6世 |  |  | フランセス       | フランセス       | フランセス       | フランセス       | フランセス       | フランセス       |  |  |  |  |  |  |  |  |  |  |  |  |  |  |  |  |  |  |  |  |  |  |  |  |  |  |  |  |  |  |  |  |  |  |  |  |
| スコットランド王 ジェームズ5世 | スコットランド王 ジェームズ5世 | スコットランド王 ジェームズ5世 | スコットランド王 ジェームズ5世 | スコットランド王 ジェームズ5世        | スコットランド王 ジェームズ5世 |              |              | マーガレット | マーガレット | マーガレット | マーガレット | マーガレット | マーガレット |  |  | メアリー1世 | メアリー1世 | メアリー1世 | メアリー1世 | メアリー1世 | メアリー1世 |  |  | エリザベス1世 | エリザベス1世 | エリザベス1世 | エリザベス1世 | エリザベス1世 | エリザベス1世 |  |  | エドワード6世 | エドワード6世 | エドワード6世 | エドワード6世 | エドワード6世 | エドワード6世 |  |  | フランセス       | フランセス       | フランセス       | フランセス       | フランセス       | フランセス       |  |  |  |  |  |  |  |  |  |  |  |  |  |  |  |  |  |  |  |  |  |  |  |  |  |  |  |  |  |  |  |  |  |  |  |  |
| スコットランド女王 メアリー1世 | スコットランド女王 メアリー1世 | スコットランド女王 メアリー1世 | スコットランド女王 メアリー1世 | スコットランド女王 メアリー1世        | スコットランド女王 メアリー1世 |              |              | ヘンリー     | ヘンリー     | ヘンリー     | ヘンリー     | ヘンリー     | ヘンリー     |  |  |             |             |             |             |             |             |  |  |               |               |               |               |               |               |  |  |               |               |               |               |               |               |  |  | ジェーン・グレイ | ジェーン・グレイ | ジェーン・グレイ | ジェーン・グレイ | ジェーン・グレイ | ジェーン・グレイ |  |  |  |  |  |  |  |  |  |  |  |  |  |  |  |  |  |  |  |  |  |  |  |  |  |  |  |  |  |  |  |  |  |  |  |  |
| スコットランド女王 メアリー1世 | スコットランド女王 メアリー1世 | スコットランド女王 メアリー1世 | スコットランド女王 メアリー1世 | スコットランド女王 メアリー1世        | スコットランド女王 メアリー1世 |              |              | ヘンリー     | ヘンリー     | ヘンリー     | ヘンリー     | ヘンリー     | ヘンリー     |  |  |             |             |             |             |             |             |  |  |               |               |               |               |               |               |  |  |               |               |               |               |               |               |  |  | ジェーン・グレイ | ジェーン・グレイ | ジェーン・グレイ | ジェーン・グレイ | ジェーン・グレイ | ジェーン・グレイ |  |  |  |  |  |  |  |  |  |  |  |  |  |  |  |  |  |  |  |  |  |  |  |  |  |  |  |  |  |  |  |  |  |  |  |  |
|                                |                                |                                |                                |                                       |                                |              |              |              |              |              |              |              |              |  |  |             |             |             |             |             |             |  |  |               |               |               |               |               |               |  |  |               |               |               |               |               |               |  |  |                  |                  |                  |                  |                  |                  |  |  |  |  |  |  |  |  |  |  |  |  |  |  |  |  |  |  |  |  |  |  |  |  |  |  |  |  |  |  |  |  |  |  |  |  |
|                                |                                |                                |                                | ジェームズ1世 =スコットランド王 同6世 |                                |              |              |              |              |              |              |              |              |  |  |             |             |             |             |             |             |  |  |               |               |               |               |               |               |  |  |               |               |               |               |               |               |  |  |                  |                  |                  |                  |                  |                  |  |  |  |  |  |  |  |  |  |  |  |  |  |  |  |  |  |  |  |  |  |  |  |  |  |  |  |  |  |  |  |  |  |  |  |  |
|                                |                                |                                |                                |                                       |                                |              |              |              |              |              |              |              |              |  |  |             |             |             |             |             |             |  |  |               |               |               |               |               |               |  |  |               |               |               |               |               |               |  |  |                  |                  |                  |                  |                  |                  |  |  |  |  |  |  |  |  |  |  |  |  |  |  |  |  |  |  |  |  |  |  |  |  |  |  |  |  |  |  |  |  |  |  |  |  |
|                                |                                |                                |                                | （ステュアート朝）                    |                                |              |              |              |              |              |              |              |              |  |  |             |             |             |             |             |             |  |  |               |               |               |               |               |               |  |  |               |               |               |               |               |               |  |  |                  |                  |                  |                  |                  |                  |  |  |  |  |  |  |  |  |  |  |  |  |  |  |  |  |  |  |  |  |  |  |  |  |  |  |  |  |  |  |  |  |  |  |  |  |

## ヘンリー8世を扱ったフィクション
戯曲
- 『ヘンリー八世』（ウィリアム・シェイクスピア）

オペラ
- 『ヘンリー八世』（カミーユ・サン＝サーンス）
- 『アンナ・ボレーナ』（ガエターノ・ドニゼッティ）

小説
- 『王子と乞食』（マーク・トウェイン）
- 『ブーリン家の姉妹』（フィリッパ・グレゴリーの小説） - 2008年に米国・イギリス合作で映画化もされている。
- 『ウルフ・ホール（英語版）』（ヒラリー・マンテル、2009年）
- 『罪人を召し出せ（英語版）』（ヒラリー・マンテル、2012年）
- 『鏡と光（英語版）』（ヒラリー・マンテル、2020年）

映画
- 『デセプション（英語版）』（1920年のドイツ映画）
- 『ヘンリー八世の私生活』（1933年のイギリス映画）
- 『わが命つきるとも』（1966年のイギリス・米国合作映画）
- 『1000日のアン』（1969年のイギリス映画）
- 『ファイアーブランド ヘンリー8世最後の妻』（2023年のイギリス映画）

テレビドラマ
- 『キング・オブ・ファイヤー（英語版）』（2003年放送のテレビシリーズ）
- 『THE TUDORS〜背徳の王冠〜』（2007年から放送のテレビシリーズ）
- 『ウルフ・ホール』（ヒラリー・マンテルの小説『ウルフ・ホール』と『罪人を召し出せ』に基づくテレビドラマ、2015年）

ミュージカル
- 『シックス・ザ・ミュージカル Six the Musical』（sixとはヘンリー8世を巡る6人の女性）

漫画
- 『セシルの女王』（こざき亜衣、2021年）

音楽
- 『ヘンリー八世の六人の妻』（リック・ウェイクマンが1973年に発売したソロアルバム）